# Operació Market Garden
L'Operació Market Garden va ser una operació empresa pels aliats per assegurar els ponts dels principals rius dels Països Baixos ocupats per Alemanya durant la Segona Guerra Mundial; el seu objectiu estratègic era permetre la travessia del riu Rin, la darrera gran barrera natural que impedia l'avanç cap a terres alemanyes. Es volia aconseguir la victòria mitjançant l'ús a gran escala de paracaigudistes, amb el suport d'unitats blindades que avançaven per carretera. L'abast de l'operació Market Garden és comparable al desembarcament de Normandia, i estava planejada per donar un cop definitiu a Alemanya que posés final a la guerra el 1944.
L'operació va començar amb la captura del pont sobre el riu Waal, a Nimega, el 20 de setembre, però va acabar sent un fracàs perquè l'últim pont que s'havia d'ocupar, el pont sobre el Rin a Arnhem, no es va poder prendre en cap moment; a més, durant els combats la Primera Divisió Aerotransportada britànica va ser destruïda, i els aliats van tenir més baixes que durant la invasió de Normandia. El Rin es mantindria com a barrera fins a les ofensives aliades del març de 1945. Aquesta batalla es considera la darrera gran victòria d'Alemanya al Front Occidental, i provocà que la guerra a Europa s'allargués gairebé un any més.

## Antecedents
Després de la gran derrota a Normandia entre el juliol i l'agost de 1944, les forces nazis es van retirar cap a la frontera alemanya, travessant els Països Baixos i la França oriental. Al nord, els britànics, amb el Vint-i-unè Grup d'Exèrcits, comandat pel mariscal de camp Bernard Montgomery, avançaven a tota velocitat des d'Anvers cap a la frontera nord de Bèlgica. Al sud, les tropes americanes del Dotzè Exèrcit, comandat pel general Omar Bradley, vorejaven la frontera alemanya amb l'ordre d'unir-se al Primer Exèrcit per castigar el front d'Aquisgrà i donar suport a l'avenç de Montgomery.
També al sud, el Sisè Exèrcit del general Jacob Devers avançava cap a Alemanya després de l'Operació Drac, al sud de França.
A finals d'agost de 1944, els aliats van aturar l'ofensiva per problemes de logística, perquè l'únic port important que podien utilitzar era el de Cherbourg, a la península de Cotentin. El gran port d'Anvers estava en mans britàniques, però l'estuari de l'Escalda, que el comunica amb el mar, el controlaven els alemanys.
La manca de proveïment de les línies del front va crear un coll d'ampolla, ja que els bombardejos anteriors a la invasió havien deixat la zona sense ferrocarrils; la comunicació per tren amb Normandia no es va restablir fins a l'agost de 1944, i encara de manera limitada. Diversos problemes amb els 1.500 camions britànics que havien de fer el transport van obligar moltes tropes a anar a peu, ja que els vehicles s'havien de destinar a servir material a les tropes en combat.
El dilema aliat era si buscaven una solució logística (netejant la costa fins a Anvers) o una acció tàctica decisiva (destruir les tropes alemanyes). La majoria dels comandants aliats defensaven una acció agressiva contra els exèrcits alemanys, notablement afeblits. Tant Bradley (i el seu subordinat Patton) com Montgomery van demanar prioritat en els subministraments per creuar el Rin en un ràpid cop de mà, en oposició al pla d'Eisenhower dissenyat abans de la batalla de Normandia, que preveia avançar simultàniament en tots els fronts.
Finalment, Eisenhower va acceptar emprendre l'operació Market Garden per diversos motius, entre els quals hi havia la voluntat de mantenir la pressió sobre les tropes alemanyes que es batien en retirada, i també la necessitat d'utilitzar els efectius del Primer Exèrcit Aliat Aerotransportat (després de Normandia, les forces aerotransportades s'havien retirat a Anglaterra per formar aquest cos aeri, compost per tres divisions americanes i dues de britàniques, amb una brigada polonesa; el general Eisenhower rebia la pressió dels EUA per fer servir aquestes tropes com més aviat millor, i en el moment de llançar l'operació Market Garden ja s'havien planificat divuit operacions que s'havien anul·lat a l'últim moment).

### Les tropes alemanyes
L'exèrcit alemany va patir grans pèrdues durant el desembarcament de Normandia i les batalles que van seguir-lo. En només dos mesos de combats a França van tenir més de 20.000 morts, gairebé 200.000 desapareguts o capturats i gairebé 70.000 ferits, veient com les seves forces d'infanteria quedaven reduïdes a menys de la meitat. Les forces supervivents es van retirar a través dels Països Baixos i l'est francès, pretenent arribar a la frontera alemanya a finals d'agost de 1944.
Durant la retirada, els alemanys van tractar de reorganitzar-se sobre la marxa, pensant que l'enemic els perseguia de ben a prop. Travessar França no era senzill, car els partisans francesos feien tot el possible per dificultar la retirada alemanya, amb estratègies que anaven des de posar un cable a la carretera per a fer caure als soldats, o omplir la via amb claus, fins a emboscades organitzades on els soldats alemanys eren capturats o morts. A més, les tropes alemanyes tenien dificultats en aconseguir aliments a França. La retirada a través dels Països Baixos va ser menys difícil, car la població era menys hostil i les tropes avançaven més de pressa
.
La ruta de les tropes alemanyes durant juliol i agost va fer creure als aliats que els alemanys no podien reconstruir les seves forces escampades, però no és el que semblava. La fallada del 21è Exèrcit per tallar l'Escalda va permetre als alemanys moure el 15è Exèrcit amb 86.000 homes i 600 peces d'artilleria de nou cap als Països Baixos, directament al camí d'atac. L'arribada del Mariscal Gerd von Rundstedt com a comandant en cap de la Wehrmacht a principis de setembre va ajudar a estabilitzar el front alemany. Rundstedt, va reemplaçar Walther Model, detestat per Hitler, però respectat per les seves tropes. Rundstedt immediatament va planejar la defensa contra el que els espies deien que eren 60 divisions completes
A més, al coronel general Kurt Student, pioner dels paracaigudistes de la Wehrmacht, se li va ordenar que obtingués posicions al Canal Albert amb el que es va anomenar eufemísticament  1r Exèrcit de Paracaigudistes, 3.000 estudiants paracaigudistes, recollits de tot el Reich, i probablement eren les úniques tropes de reserva preparades en tot Alemanya. A més, el tinent general Kurt Chill, comandant l'escampada 85a Divisió, va establir els punts de rebuda en els ponts de creuaments dels Països Baixos. Les accions de Chill van crear el que semblaven unitats militars i van permetre als estudiants crear una línia de defensa. La 719a Divisió d'infanteria es va afegir a les tropes.
Model havia ordenat al 2n Cos Panzer SS sota el comandament del tinent general Wilhelm Bittrich, descansar i aprovisionar-se a la rereguarda. Un lloc tranquil era Arnhem. Això volia dir uns altres 9.000 homes ben entrenats i dirigits, i amb blindats a la zona d'atac

### Les tropes aliades
Al centre de França, l'exèrcit estatunidenc s'apropava a Alemanya en dos fronts: un, el 12è Grup d'Exèrcits estatunidenc del general Omar Bradley, que s'apropava a la frontera alemanya prop d'Aquisgrà i l'altre, el 6è Grup d'Exèrcits del general Jacob Devers, que avançava des de la costa sud francesa. Al nord, el 21è Grup d'Exèrcits britànic del Mariscal Montgomery avançava en un front que anava des d'Anvers fins a la frontera nord de Bèlgica.

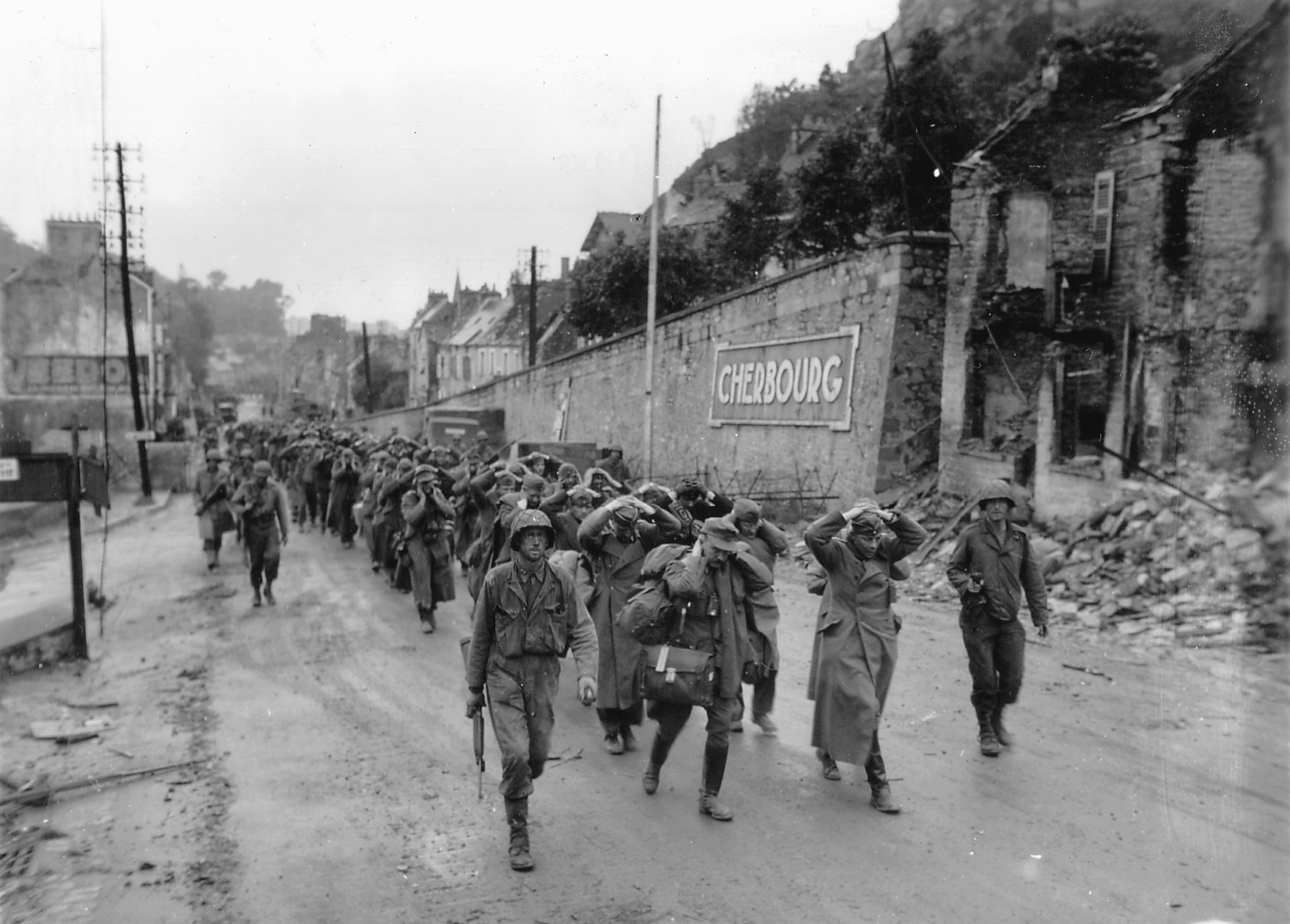
Presoners de guerra alemanys a Cherbourg

Tot i que els alemanys pensaven que l'enemic retallava distàncies a la persecució pel nord, en realitat la situació era diferent per qüestions d'organització, car els successos no havien anat com s'havien planejat. El General Dwight Eisenhower, Comandant Suprem de les Forces Aliades, esperava que els alemanys es defendrien a cadascun dels accidents naturals que es trobessin en la seva retirada a través de França, i els planificadors aliats havien calculat que es trigarien 11 mesos a arribar fins a la frontera alemanya. Per tant, tota la previsió es va desmuntar quan van veure els seus plans avançats 7 mesos, car el 4 de setembre (Dia D+90) ja havien arribat a Anvers. Aquest avanç inesperat va portar problemes de subministraments, car no s'havia planejat un subministrament d'aliments, munició i gasolina per a un avanç tan veloç: només els tancs i els transports necessitaven 3,5 milions de litres de gasolina diaris, que no arribaven amb rapidesa a la seva destinació.
El subministrament d'aliments només es podia fer des dels ports Mulberry, construïts a les platges de la invasió a Normandia i des del port proper de Cherbourg. Alemanya controlava altres ports que haurien pogut facilitar l'arribada de subministraments, així com l'estuari del riu Escalda, que donava accés a Anvers. Tot i que els subministraments arribaven a temps als ports, era necessari portar-los terra endins fins on estaven les tropes, cada vegada més lluny. S'arribà a l'extrem de tenir 70.000 tones de provisions a Cherbourg esperant transport terrestre que els portés al front. El transport ferroviari era pràcticament nul, car moltes vies havien estat destruïdes durant els bombardeigs. A més, els aliats tenien més de mil camions de càrrega espatllats, i els transports de tropes van ser noliejats per a substituir-los. Peces d'artilleria pesant van haver de ser abandonades a l'oest del riu Sena per alliberar els seus transports.
Per a continuar amb el seu avanç cap a Alemanya tal com estava planejat, els aliats van haver de triar entre buscar una solució als seus problemes logístics, netejant l'accés per canals cap a Anvers; o trobar una estratègia mitjançant la qual es destruís l'exèrcit alemany, que se suposava ferit i desmoralitzat, obrint així un corredor d'accés al Reich per a les tropes aliades. Entusiasmats per les victòries recents, molts comandants aliats es van pronunciar en favor de la possibilitat de perseguir l'exèrcit alemany mentre es retirava, al·legant que podrien acabar la guerra si se'ls concedien les provisions necessàries. Cadascun a la seva manera, tant Bradley com Patton o Montgomery donaven suport a la idea de donar un cop únic que travessés el Rin i esclafés l'exèrcit alemany, mentre que Eisenhower preferia un avanç lent però més ampli, seguint amb els plans fets abans del desembarcament.

### Alternatives plantejades al pla d'avanç aliat

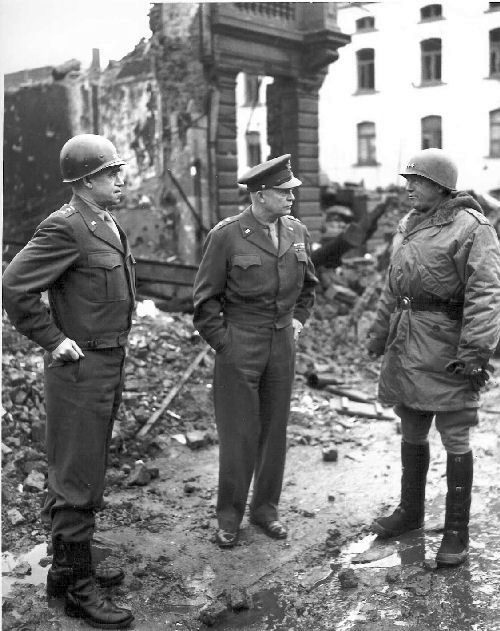
Bradley, Eisenhower i Patton

El 4 de setembre de 1944, Bradley i Patton van suggerir a Eisenhower que es capturés la ciutat de Metz i que es penetrés cap a l'est, a la regió industrial del Sarre, travessant la Línia Sigfrid i continuant cap al Rin, i van proposar que Montgomery ataqués des del nord, ocupant la vall del Ruhr.
Montgomery va argumentar que aquest pla separaria a les forces aliades sense necessitat, i que els problemes de subministrament serien encara més greus si s'hagués d'atendre a dos fronts simultàniament. En comptes d'això, el general britànic va suggerir l'Operació Comet, consistent en un assalt mitjançant tropes aerotransportades, reforçades per forces terrestres. Durant l'agost, Montgomery ja havia suggerit en diverses ocasions una operació semblant, de manera que aquesta era una nova temptativa per convèncer a Eisenhower. El Comandant Suprem preferia dedicar les seves forces a assegurar que tots els ports del Canal de la Mànega eren capturats, així com que els canals cap a Anvers quedaven nets d'enemics.

### Dubtes d'Eisenhower i concepció de Market Garden
Montgomery estava convençut que l'Operació Cometa seria fatal per a Alemanya, i que seria l'únic que necessitarien els aliats per derrocar al Reich. La primera reacció d'Eisenhower va ser pensar que el pla de Montgomery "no era realista, sinó fantasiós. No hi ha ningú que pensi que sigui factible, llevat de Montgomery". La disputa entre el Comandant Suprem Aliat i el General britànic més popular era evident.
No obstant això, el 5 de setembre Eisenhower decidí acceptar el pla de Montgomery, però donà instruccions per a no executar-lo immediatament:
| «                                  | Estic d'acord amb la seva concepció d'un cop únic i poderós que ens porti cap a Berlín... però no immediatament, car no s'ha de fer a expenses de la resta de les maniobres ja planejades. De moment, no podem redistribuir els nostres recursos militars per donar suport a una maniobra sobre Berlín | » |
| — Dwight Eisenhower, 5 de setembre | |   |

Aquella mateixa tarda, Eisenhower envià el missatge, que arribà a mans de Montgomery 36 hores després. Aquest, sentint que l'Operació Cometa havia estat rebutjada un cop més, requerí una reunió urgent amb el Comandant Suprem que se celebrà a Brussel·les el 10 de setembre.
A la reunió, Montgomery propugnà furiosa i porfiadament el seu pla. Al seu favor es trobava el fet que Londres havia estat atacada amb coets V-2 dos dies abans, i com que se sospitava que les bases dels V-2 estaven als Països Baixos, la invasió d'aquests era necessària per eliminar aquella amenaça. A més, va adduir que les seves tropes no estaven rebent la prioritat adequada en la distribució de subministraments, mentre que s'estava donant preferència a Patton amb el seu pla d'atacar el Sarre, a expenses de les tropes britàniques.

## Concepció de l'Operació
Davant la nova negativa del Comandant Suprem, Montgomery descartà l'Operació Comet i presentà un pla encara més ambiciós, que necessitava el triple de soldats. Aquest pla era l'Operació Market Garden.
En essència, el pla consistia en el fet que forces aerotransportades desembarcarien a l'est de l'Holanda ocupada, capturessin 5 ponts sobre la carretera principal que unia Eindhoven i Arnhem, obrint un "passadís" de 103 km de longitud fins que poguessin arribar les tropes terrestres del 2n Exèrcit britànic des de les seves posicions actuals a la frontera belga-holandesa. Així s'envoltaria la Línia Sigfrid pel nord i es travessaria el Rin, atrapant al 15è Exèrcit alemany entre Arnhem i la costa de Ijsselmeer. Posteriorment, les tropes aliades podrien irrompre a la vall del Ruhr i avançar cap a Berlín.
Eisenhower estava sota la pressió dels Estats Units perquè fes servir les nombroses tropes paracaigudistes que havien estat reagrupades a Anglaterra després del Dia D i de la batalla de Caen. Totes aquestes tropes formaven el Primer Exèrcit Aerotransportat Aliat, consistent en 3 divisions aerotransportades estatunidenques (la 17a, la 82a i la 101a) i dues britàniques (la 1a i la 6a).
Aquest exèrcit ociós, juntament amb la 1a Brigada Paracaigudista Independent Polonesa, esperava participar en alguna operació militar, després de 18 missions cancel·lades. El renovat pla de Montgomery prometia donar sortida a aquest dilema, al necessitar a la majoria dels paracaigudistes. A més, el pla tenia d'altres avantatges: aïllaria les bases de llançament dels coets V-2, revitalitzaria el lent avanç aliat i, en envoltar la línia Sigfrid, evitaria un enfrontament directe amb les tropes nazis, que se suposava es dirigien a la seguretat de la línia.
Eisenhower quedà impressionat amb el nou pla: era un pla audaç i imaginatiu, exactament la mena de pla que necessitava pels seus paracaigudistes. Però si l'aprovava, seria necessari aturar temporalment l'obertura del port d'Anvers i retirar els subministraments a Patton. No obstant això, l'aprovà i sol·licità que s'executés immediatament. L'audaç pla del previngut Montgomery va sorprendre a tots. Bradley, un dels principals crítics de Montgomery, afirmà que:
| « | si el pietós i abstemi Montgomery hagués entrat trontollant al SHAEF pels efectes d'una borratxera, no m'hagues sentit més astorat... Tot i que mai em vaig reconciliar completament amb la idea d'una operació tan arriscada, admeto, no obstant, que va ser una de les més imaginatives de la guerra | » |

El pla d'acció consistia en dues operacions coordinades: 
- Market: Les forces aerotransportades del 1r Exèrcit Aliat Aerotransportat, del General Brereton haurien de conquerir una sèrie de ponts i altre terreny clau darrere les línies enemigues, i mantenir-los durant 3 o 4 dies, mentre que arribaven els reforços de Garden, sota el comandament tàctic del general Browning, i
- Garden: Tropes terrestres del 2n Exèrcit britànic es mourien cap al nord, per arribar fins als ponts capturats pels paracaigudistes, reforçar les unitats d'aquests últims i establir un corredor sota domini aliat que, travessant el territori ocupat per l'enemic, permetés un accés segur cap a Alemanya.

## Desenvolupament del pla
Montgomery fixà la data per a executar l'Operació Market Garden pel diumenge 17 de setembre de 1944. La part aerotransportada del pla va ser concretada per un equip de 27 oficials, encapçalats pel tinent general Lewis Brereton, reunit al seu quarter general a Sunninghill Park, prop de Londres, el 10 de setembre de 1944.
Brereton i el seu equip només tenien una setmana per a planejar els detalls de la major operació aerotransportada de la història. L'equip inicià els treballs amb la confiança de què en el passat s'havien planejat nombroses operacions (inclosa l'Operació Comet) que, tot i que menors, proveïen d'una base sòlida per començar. Brereton tenia una gran experiència en operacions aèries, tot i que mai no havia participat abans en una operació paracaigudista. La seva assignació anterior havia estat comandar el 9è Exèrcit de l'USAAF.

### Obstacles físics per a arribar fins al Rin

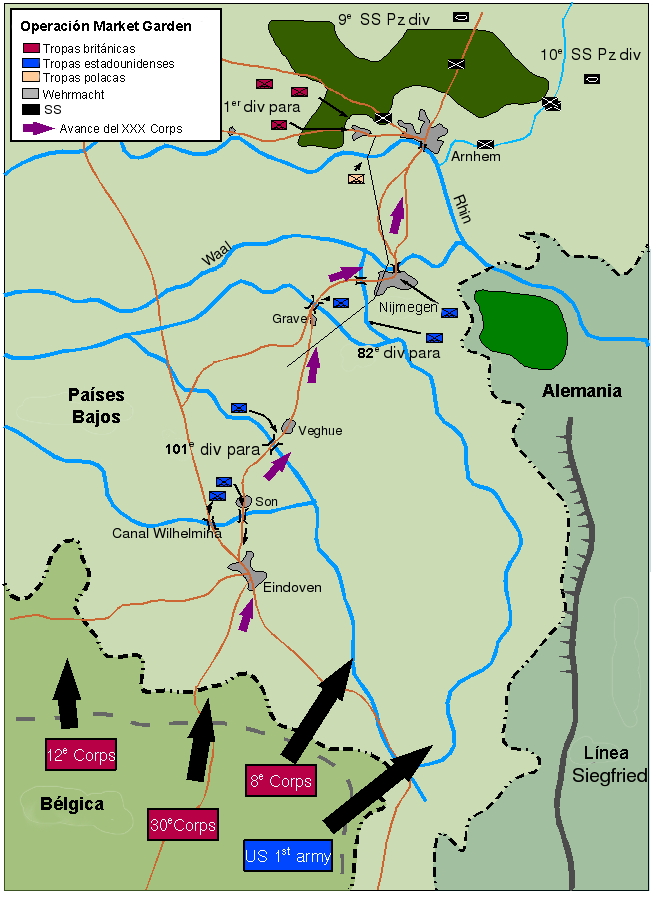
El pla aliat per a l'Operació Market Garden

Entre les tropes aliades i la riba nord del Rin hi havia 8 grans obstacles fluvials. Així doncs, era necessari capturar i retenir els ponts que els travessaven, gairebé de manera simultània. El pont n°9 al Canal Bocholt-Herentals a Lommel va ser prés per sorpresa per les tropes britàniques abans que els alemanys van poder fer saltar-lo. Va ser el teatre lluites aspres durant una setmana al setembre del 1944. En cas que els ponts no poguessin ser assegurats, els enginyers militars podrien construir petits ponts per passar els canals més petits; però els rius Waal (a Nimega) i Rin (a Arnhem) i no podrien ser travessats d'altra manera que sobre els ponts ja existents.
L'autopista 69 (després anomenada "L'autopista de l'infern") travessava la ruta proposada de sud a nord. Estava elevada sobre el terreny aproximadament un metre. El terreny que envoltava l'autopista era massa feble per a suportar el transport de maquinària militar. A la ruta, prop de Groesbeek, hi havia un solitari turó de 100 metres d'alçada. La conquesta i defensa d'aquest turó es considerà vital per a retenir els ponts de l'autopista.

### Market
Tal com va ser concebut, Market faria servir 3 de les 5 divisions del 1r Exèrcit Aliat Aerotransportat:
- La 101a Divisió Aerotransportada estatunidenca, a les ordres del General Maxwell Taylor, es llançaria en dos llocs diferents: just al nord del XXX Cos Britànic, per capturar els ponts que estaven al nord d'Eindhoven en un espai de 25 km, a Son en Breugel i a Veghel.
- La 82a Divisió Aerotransportada estadounidenca, a les ordres del Major General James Gavin, que es llançaria al nord-est, per a capturar els ponts de Grave i de Nimega, en un tret de 16 km. El general britànic Frederick Browning participaria en el primer salt, per a establir el seu quarter general prop i poder així comandar el front.
- La 1a Divisió Aerotransportada Britànica, comandada pel Major General Roy Urquhart, juntament amb la 1a Brigada Paracaigudista Independent Polonesa del Major General Stanislaw Sosabowski, es llançarien a l'extrem nord de la ruta, per a capturar el pont d'Arnhem i el pont ferroviari d'Oosterbeek. El pont d'Arnhem, de 600 metres de longitud, era l'objectiu més important de tota l'operació. Sense la seva captura, la travessa del Rin no estaria assegurada pels aliats i tota l'operació hauria estat en va. El desafiament addicional per a Urquhart i per a Sosabowski era que els seus soldats haurien de passar 3 o 4 dies sense que els reforços de Garden arribessin.

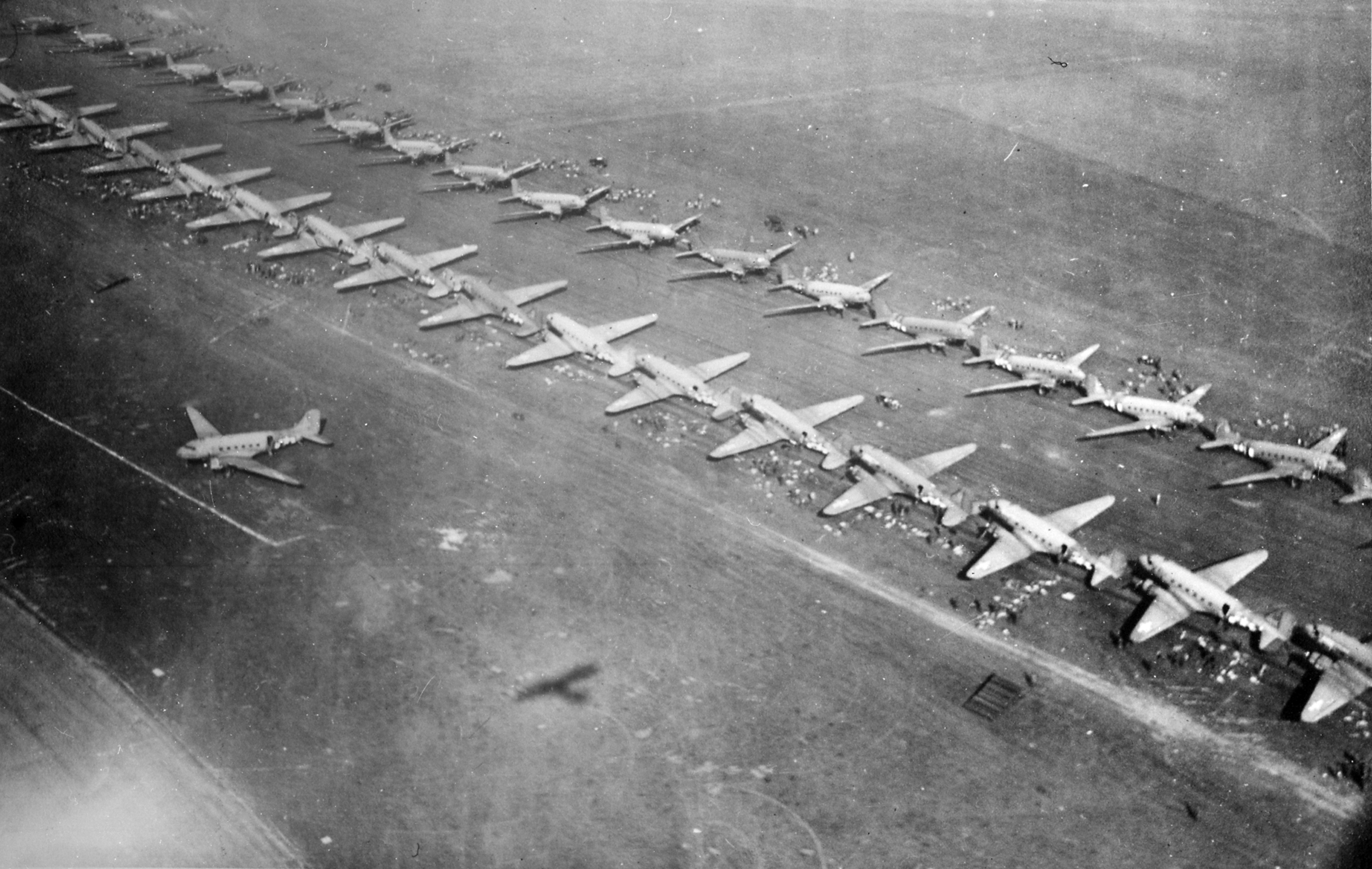
Files de C-47, sent carregats amb l'equipament, provisions i tropes abans d'enlairar-se cap als Països Baixos

Un cop a terra, cadascuna de les divisions hauria d'establir contacte amb la Resistència holandesa per a proveir-los d'armes i subministraments i integrar-los a l'ofensiva.
Per a transportar durant 500 kilòmetres a gairebé 35.000 paracaigudistes (pràcticament el doble dels que van intervenir a la invasió de Normandia), era necessari preparar una complicada logística aèria, que involucrava avions de transport, avions de protecció i de subministrament. El cor de la flota consistia en avions que transportaven tropes i, a més, remolcaven els planadors. Els planadors aterrarien amb la seva càrrega d'artilleria, jeeps i un terç dels soldats. La resta dels soldats haurien de llançar-se en paracaigudes. Es necessitarien més de 1.500 caces per a protegir els transports. Es van necessitar 24 camps d'aviació anglesos (Balderton, Fulbeck, Langar, Balkston Heath, Saltby, Cottesmore, Spanhoe, Folkingham, Broadwell, Brize Norton, Fairford, Chalgrove, Down Ampney, Blakewell, Keevil, Membury, Ramsbury, Welford, Greenham Common, Chilbolton, Tarrant Rushton, Boreham, Chipping Ongar i Aldermaston) per als enlairaments, i les rutes aèries entre aquest i els Països Baixos haurien de ser traçades curosament per evitar les cruïlles i les col·lisions, així com per evitar les zones protegides amb foc antiaeri. Aquest detall era especialment important, car els planadors no comptaven amb cap mena de blindatge, i els transports aeris C-47 Skytrain usats no estaven equipats amb tancs de combustible que s'autosegellessin.
La decisió més important que es necessitava prendre era l'hora del llançament. Anteriorment, totes les operacions de paracaigudistes importants sempre havien estat executades de nit per a maximitzar el sigil i la sorpresa de l'enemic. això no obstant, la penombra també havia causat problemes perquè era fàcil que hi hagués confusió, tropes perdudes i baixes innecessàries. A més, la setmana en què s'havia programat Market hi havia lluna nova, la qual cosa feia pràcticament impossible que els planadors poguessin aterrar. Brereton decidí doncs que l'operació seria a plena llum del dia. A més, també decidí que Market seria comandat pel Tinent General britànic Frederick Browning, qui anteriorment ja havia estat nomenat comandant de l'avortada Operació Comet. Aquesta designació significava que, per primera vegada, tropes paracaigudistes estadounidenques estarien sota el comandament d'un general britànic.
Browning ja coneixia el pla, car després de la reunió del 10 de setembre amb Eisenhower, Montgomery li va fer un esbós de l'operació. La reacció de Browning en saber quants ponts s'haurien de capturar i quants dies s'haurien de conservar figura entre les frases més populars de la II Guerra Mundial:
| « | Podem conservar-ho durant quatre dies. Però, senyor, crec que potser estem anant a un pont massa llunyà | » |

### Garden

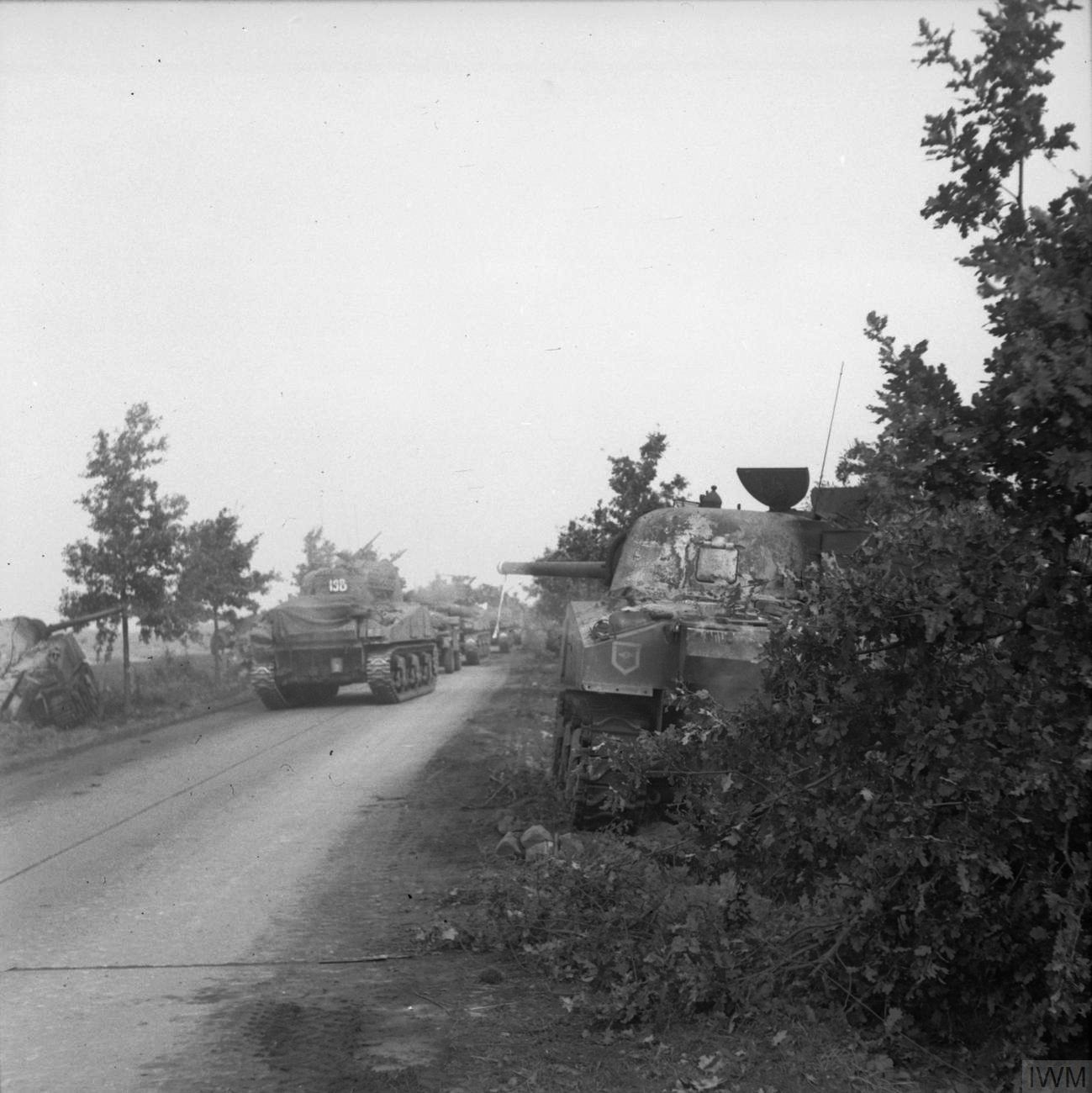
Tancs Sherman britànics, encapçalant la marxa del XXX Cos, el 17 de setembre de 1944

Garden, principalment es componia de les forces del XXX Cos, que eren el cor del 2n Exèrcit del Tinent General Brian Horrocks. El XXX Cos estava reforçats per la brigada neerlandessa Princesa Irene i pel Grup Blindat de la Guàrdia Irlandesa. Les tropes de Garden haurien de partir per terra des d'un pont al front aliat situat prop de Neerpelt, a la frontera oriental de Bèlgica. Aquest pont, sobre el canal del riu Mosa-Escalda, havia de ser capturat per la Guàrdia Irlandesa un dia abans de l'inici de l'operació.
Garden es dissenyà perquè el XXX Cos arribés en 3 o 4 dies màxim fins on es trobaven els paracaigudistes de Market, assegurant així els ponts capturats. El pla preveia que el primer dia arribessin a l'extrem sud de la bretxa controlada per la 101a Divisió; el segon dia contactessin amb la 82a, i al final arribessin fins a Arnhem, on estava la 1a britànica. A més, s'aprofitaria per a reforçar amb unitats d'infanteria les posicions defensives dels paracaigudistes, alliberant-los per a altres operacions.
Horrocks esperava que entrant als Països Baixos, podria arribar a Eindhoven en dues o tres hores. El trajecte posterior des d'Eindhoven fins a Arnhem significava que els tancs i les tropes de Horrocks haurien de recórrer 103 km en 3 o 4 dies sobre l'autopista 69. S'esperava que 20.000 vehicles aliats transitessin fins a Arnhem en 60 hores, convertint l'autopista 69 en una via d'un únic sentit.
Perquè Horrocks tingués èxit, era essencial que els paracaigudistes capturessin i conservessin intactes tots els ponts que hi havia en el trajecte. En cas que els alemanys reaccionessin ràpidament i destruïssin els ponts, els enginyers haurien de construir ponts provisionals per a permetre que el XXX Cos continués la seva cursa vers Arnhem. Per a fer front a aquesta contingència, Garden va ser proveïda amb 9.000 enginyers militars.

## Situació a la setmana prèvia a la batalla

### Forces alemanyes
Els alemanys estaven sorpresos pel sobtat final de la persecució. Tot i que no podien explicar-se perquè l'exèrcit aliat s'havia aturat, la setmana del 10 al 17 de setembre va ser decisiva perquè els alemanys poguessin reorganitzar-se i proveir-se novament d'equipació. Diversos batallons i companyies es van reorganitzar per complet, dividint-se i integrant-se en altres unitats, d'acord amb les possibilitats de la situació.
Dies abans, i sense saber res de l'atac que rebria a Arnhem, el comandant del 2n Cos Panzer SS, Wilhelm Bittrich, ordenà a la 10a Divisió Panzer SS Frundsberg que establís la rereguarda a l'oest de Maastricht. Durant el seu trajecte, la divisió trobà un tren abandonat carregat amb 40 peces d'artilleria pesant, i a Maastricht reuní diverses unitats de soldats alemanys que havien estat desbandades. Bittrich ordenà a la divisió dirigir-se cap a Arnhem, on van arribar amb els seus nous reforços humans i materials. La 9a Divisió Panzer SS Hohenstaufen va tenir activitats semblants prop de Nimega, reunint-se finalment amb la 10a també a Arnhem. Entre les dues divisions sumaven entre 6 o 7.000 homes.
El 15 de setembre, la Wehrmacht capturà l'espia doble neerlandès Christiaan Lindemans. Aquest informà als alemanys que el 17 de setembre tindria lloc un atac aliat per terra. La notícia no va sorprendre els alemanys, car per a ells l'atac era imminent. L'espia, tot i que no coneixia els plans aerotransportats, informà també que aquell mateix dia tindria lloc un atac amb paracaigudistes a Eindhoven. Els alemanys no van trobar-li el sentit a aquesta afirmació, car Eindhoven podia ser capturat pels Aliats amb una simple operació terrestre, de manera que van desestimar la informació.

### Forces aliades

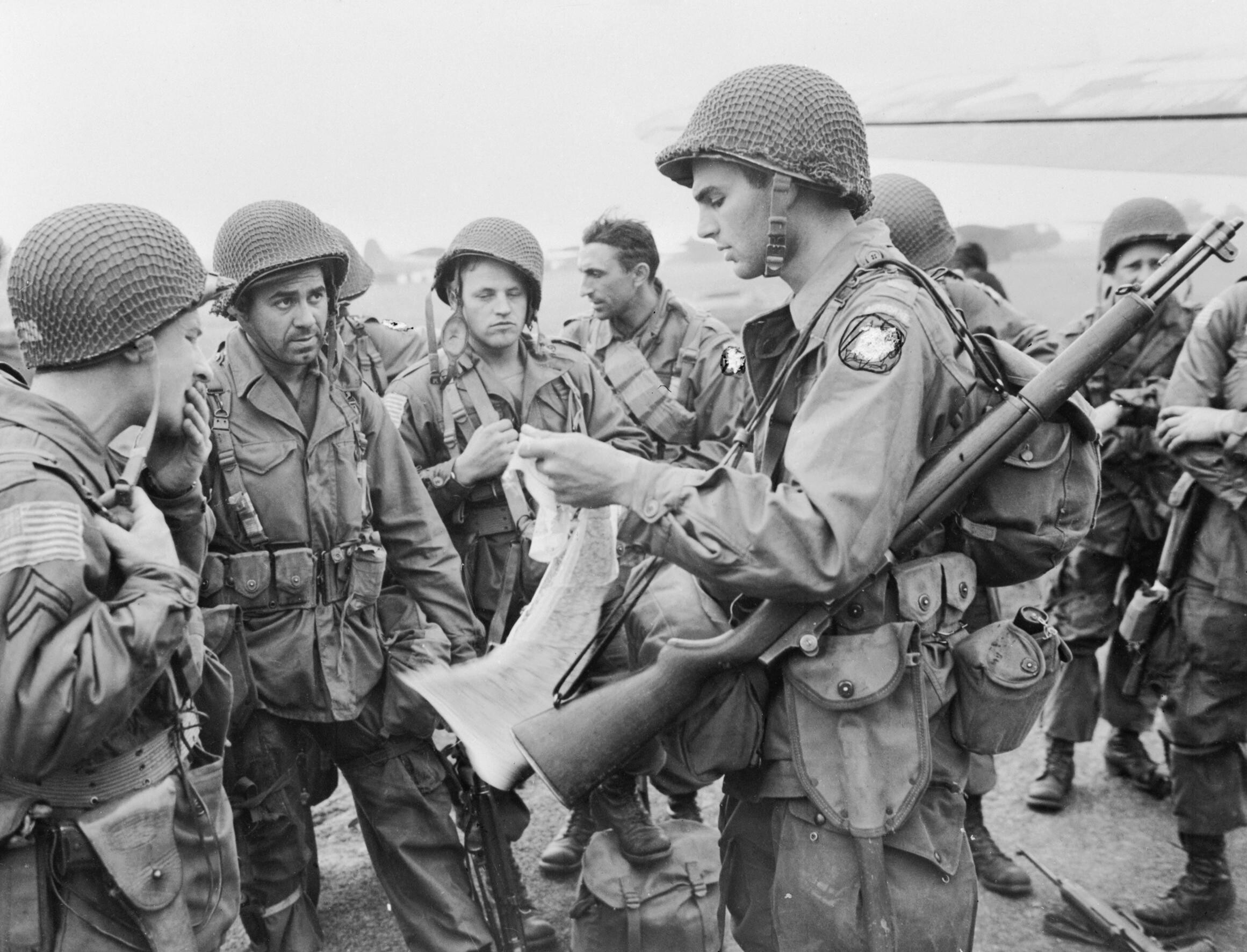
Paracaigudistes aliats reben les darreres instruccions abans de pujar a l'avió, el 17 de setembre de 1944

El 10 de setembre, la Resistència holandesa informà sobre moviments detectats a les forces alemanyes que indicaven que la Wehrmacht s'estava reagrupant després de la seva retirada. A través del Comandant, mariner neerlandès a l'exili a Londres i principal contacte militar amb els Països Baixos, la resistència envià als aliats dos informes separats, informant de l'arribada d'una columna amb com a mínim 20 o30 tancs Tigers que es dirigien cap a Arnhem. Els aliats van fer diversos vols de reconeixement que van mostrar tancs alemanys a 15 km d'on aterrarien els paracaigudistes britànics, però se suposà (erròniament) que estaven espatllats i que, per tant, no representaven un perill.
L'exèrcit dels Estats Units tenia a la seva disposició 1.545 transports aeris i 478 planadors. Els comandants de divisió van demanar efectuar l'operació en dos salts el primer dia. No obstant això, Brereton programà un únic salt durant cadascun dels tres dies previstos per a aquesta operació, amb l'objectiu de programar manteniments i donar descans a les tripulacions. Això implicava que la 82a estaria sense artilleria fins a un dia després del salt, la 101a ho estaria dos dies i que la 1a britànica estaria sense una brigada sencera durant 3 dies. La selecció inicial dels llocs pel salt no va ser la ideal: donat al temor dels pilots de què els ponts estarien altament protegits per foc antiaeri, es van triar zones de llançament fins a 15 km dels ponts que havien de ser capturats, o els terrenys triats eren massa pantanosos com per resistir l'aterratge segur dels planadors.
Brereton revisà el pla, buscant com els subministraments poguessin estar a disposició dels paracaigudistes en el menor temps possible i que els ponts fossin capturats de manera tal que les forces aliades no se separessin innecessàriament. Els salts van ser programats de sud a nord, per a facilitar l'avanç del XXX Cos.
Mentre que els plans de la invasió de Sicília i Normandia s'havien madurat durant mesos, el pla Market Garden es va enllestir en una setmana, amb els previsibles errors i llacunes.

## Execució de l'Operació Market Garden

### Primer dia: Diumenge, 17 de setembre de 1944 - L'Assalt

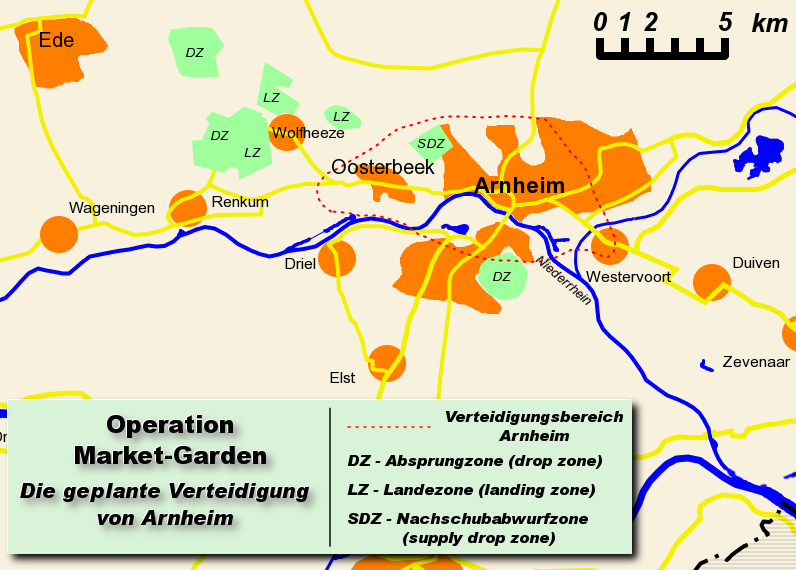
Salts americans sobre Arnhem

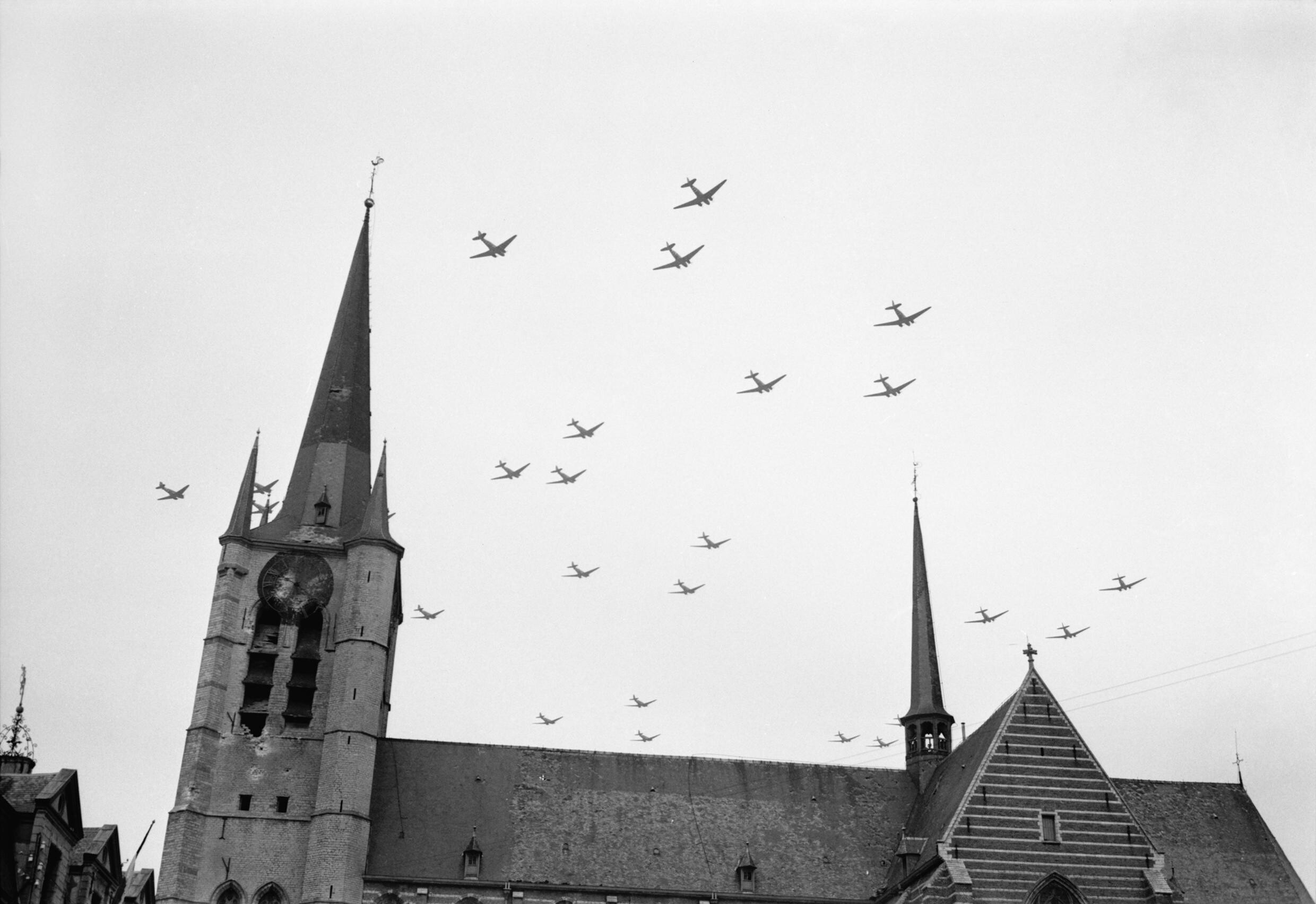
Els C-47 sobrevolen Gheel, a Bèlgica, de camí cap als Països Baixos

Descens dels paracaigudistes prop de Grave

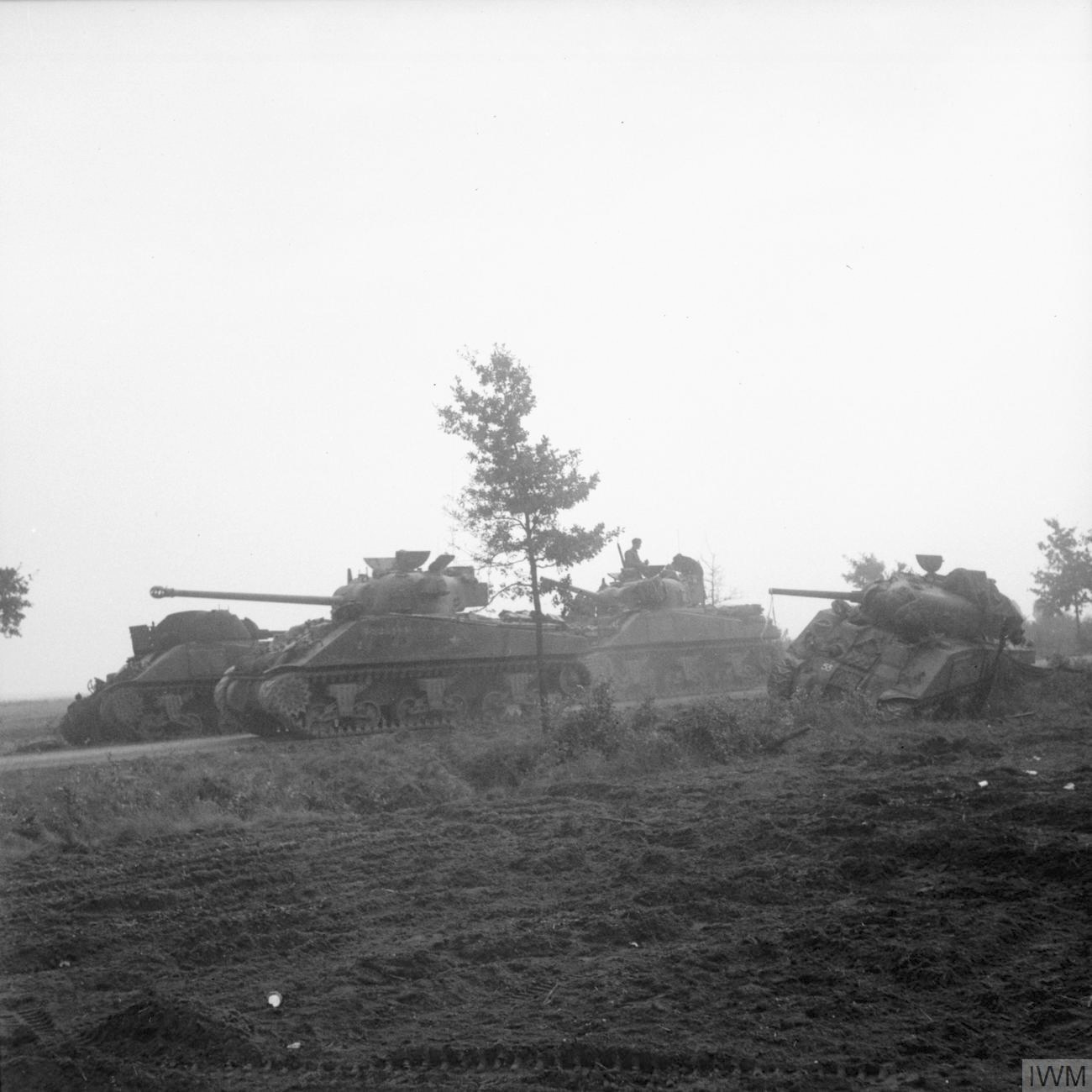
Tancs Sherman britànics inicien l'avanç per l'estreta autopista 69

La nit del 16 i la matinada del 17 de setembre, els aliats van enviar uns 1.400 bombarders per atacar les defenses antiaèries que els alemanys tenien a les zones on hores després es produiria l'assalt.
Des de les 9:45 del matí, i durant dues hores i quart, van sortir d'Anglaterra 1.545 transports aeris motoritzats C-47, remolcant 478 planadors, protegits per 1.131 caces i bombarders Spitfire, Thunderbolt, Typhoon, Mustang i d'altres. L'enorme flota aèria formava una "catifa" de 16 km d'ample i 150 km de longitud.

#### Èxit inicial
Les primeres hores de l'operació van ser un èxit pels Aliats. Tot i alguns problemes en els enlairaments i el trajecte, la majoria de les tropes van arribar a destí sense problemes: el 89% dels paracaigudistes de la 82a Divisió i el 84% dels seus planadors van aterrar en un radi d'1 km del seu objectiu (en altres operacions aerotransportades s'havien donat casos de fins a 20 km d'error). Les baixes causades pel foc antiaeri alemany van ser molt poques:
- Al sud, els 7.000 paracaigudistes de la 101a Divisió no van trobar molta resistència, capturant 4 dels 5 ponts que se li havien assignat. No obstant això, en apropar-se després de diversos combats al pont de Son, els alemanys el van fer explotar. Els estatunidencs van establir contacte amb la Resistència holandesa i immediatament els integraren a les seves tropes.
- Més al nord, els 7.277 paracaigudistes i 48 planadors de la 82a Divisió van aterrar sense inconvenients i van establir contacte amb la Resistència, tal com s'havia planejat. La divisió va capturar el pont de Grave en 3 hores i el pont Heumen, a un canal del Waal, en 6. El turó que dominava els boscos propers a Groesbeek, i que era l'única prominència del terreny, també va ser capturat. El 508è Regiment de Paracaigudistes va ser enviat a capturar el pont de Nimega, però va ser detingut per tropes alemanyes del 9è Batalló SS, deixant el pont en mans alemanyes durant el primer dia.
- A l'extrem nord, de l'operació, la 1a Divisió Britànica (anomenada "Els Diables Vermells" – "Red Devils") va aterrar sense majors incidents. D'acord amb el pla, només la meitat de la divisió havia fet el primer salt. Seguint instruccions, la divisió se separà: mentre que una part avançava cap al pont d'Arnhem, l'altre es quedava a les zones d'aterratge durant la nit per a defensar-les, car el salt de l'endemà tindria lloc allà mateix. L'Esquadró de Reconeixement va ser enviat en jeeps com a avançada cap a Arnhem per a retenir el pont mentre que arribava el gruix de les forces. No obstant això, l'Esquadró no va poder avançar molt després de trobar diversos punts de resistència alemanys al seu camí. Dos dels tres batallons de la 1a Brigada van ser emboscats per unitats alemanyes. El 2n Batalló, encapçalat pel Tinent Coronel John Frost, va poder esquivar la resistència alemanya prenent una ruta cap al sud i rodejant les rutes òbvies cap a Arnhem. Els alemanys van volar un pont de ferrocarril abans que Frost pogués capturar-lo, i un petit pont de pontons més endavant va resultar ser inútil, però el seu objectiu principal (el pont de la carretera) estava intacte. Frost i el seu batalló van aconseguir arribar a l'extrem nord del pont d'Arnhem quan començava a fer-se fosc i van establir posicions defensives a les cases que dominaven ambdós costats de la llarga rampa de l'accés nord. El batalló va revisar el pont, desactivant les càrregues explosives posades pels alemanys. Van haver dos intents britànics per a capturar el pont totalment, però van resultar infructuosos i Frost es va mantenir aïllat a l'extrem nord. Tot i que Wolters es trobava amb les forces britàniques, no es contactà amb la resistència neerlandesa durant el primer dia.
- A les 14:35, en quant es rebé l'avís de què els paracaigudistes havien aterrat i pres posicions, el General Horrocks donà l'orde de començar l'avanç per terra. Horrocks no havia volgut avançar abans per a no córrer el risc de trobar-se sol, en cas que l'operació aerotransportada hagués estat cancel·lada, com ja havia succeït en diverses ocasions anteriors. El Grup de Guàrdies Irlandesos obria la marxa del contingent terrestre, sota les ordres del tinent coronel Joe Vandeleur. Van obrir foc abans d'avançar, ajudats per caces Typhoon, per a netejar l'inici del camí, abans de començar la seva cursa blindada, a 13 km/h. Gairebé immediatament van travessar la frontera dels Països Baixos i es van trobar amb resistència alemanya, que va ser neutralitzada a costa de retardar l'ofensiva. Al capvespre, a les 17:00, encara es trobaven a 15 km d'Eindhoven.

#### Problemes de comunicació
Gairebé en el moment d'arribar, les tropes britàniques d'Arnhem van notar que la comunicació per ràdio era dolenta. Era previsible una certa pèrdua de comunicació si les ràdios s'usaven a més de 8 km entre elles, i les distàncies entre els diferents grups britànics van arribar a ser fins de 12 km. Però després es comprovà que els aparells tampoc funcionaven dins del seu radi d'acció, una situació greu que tindria un considerable efecte en el curs i el resultat final de la batalla. Les unitats de la 1a Divisió no podien comunicar-se entre si, motiu pel qual el combat seria terriblement confús, sinó que tampoc tenien contacte exterior, especialment amb els bombarders britànics que els podrien haver ajudat contra la defensa alemanya.

#### Reacció alemanya
Inicialment, l'exèrcit alemany estava confós, car l'atac els havia pres per sorpresa, les dimensions de les forces aliades eren impressionants i els objectius aliats no estaven clars. Hi havia informes de combats a tot arreu i sense connexió aparent entre si. Per a augmentar la confusió, la RAF deixà caure ninots paracaigudistes a la rodalia d'Utrecht amb el propòsit de desviar tropes alemanyes. També hi havia rumors de què els aliats havien realitzat salts a Varsòvia, que es demostraren ser falsos.
Els alemanys van reaccionar improvisant davant de la situació local i sense entendre quin era l'abast de l'assalt. Sepp Krafft, era un SS-Hauptsturmführer que estava fent exercicis amb el 16è Batalló d'Entrenaments i Reemplaços a una zona propera a les zones d'assalt properes a Arnhem. Quan els paracaigudistes van començar a aterrar, Krafft organitzà la resistència amb les forces de què disposava, aconseguint bloquejar els dos accessos principals a Arnhem, impedint així l'accés a dos dels tres batallons britànics a la zona. Aquesta acció donà temps perquè, entre les 20:00 i les 00:00, arribés el SS Kampfgruppe Spindler per a reforçar la resistència alemanya. El Kampfgruppe es disposà a l'entrada d'Arnhem, facilitant el replegament de Krafft.
Al sud, a Vught, el Coronel General de la Luftwaffe Kurt Student va veure passar als aliats per damunt del seu quarter, sentint admiració cap a una força aerotransportada molt major de les que ell havia encapçalat com a comandant dels Fallschirmjäger. Aquella tarda, un planador Waco va ser abatut prop d'on estava Student. Allà trobaren diverses ordres escrites sobre el pla Market:
| « | ... La 101a Divisió Aerotransportada haurà de capturar els ponts sobre els obstacles fluvials a Son-St. Oedenrode i a Veghel. També haurà de retenir-los fins a l'arribada de les forces terrestres britàniques, la Divisió Blindada i les divisions d'infanteria 43a i 50a | » |

.
Aquest missatge, tot i que parcial, va ser suficientment clar per a Student, qui havia executat operacions semblants quatre anys abans. Com que les vies de comunicació havien estat tallades, Student envià un missatger al seu superior, el Mariscal Model.

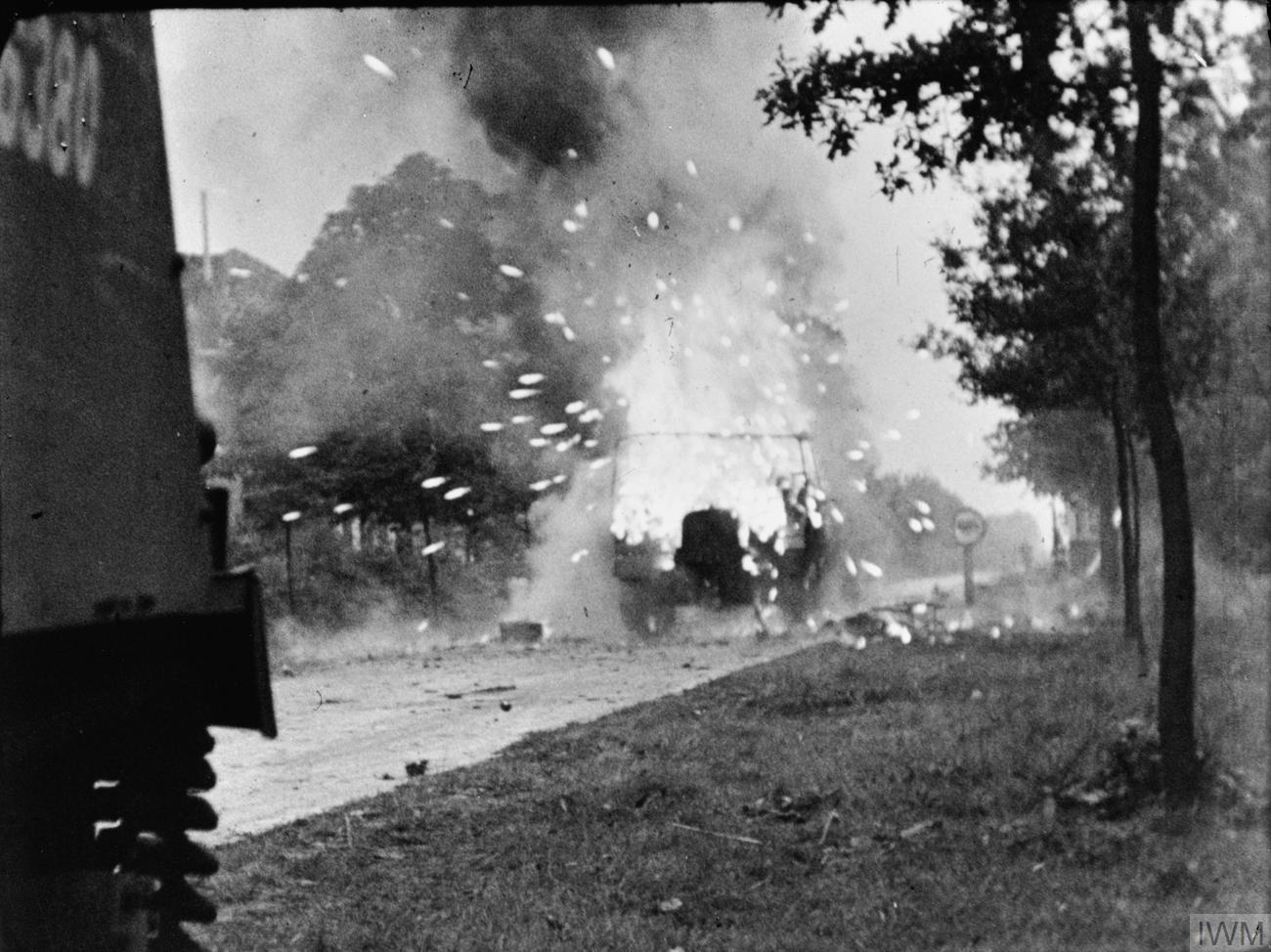
Un transport del XXX Cos rep un impacte al començar la marxa cap a Eindhoven

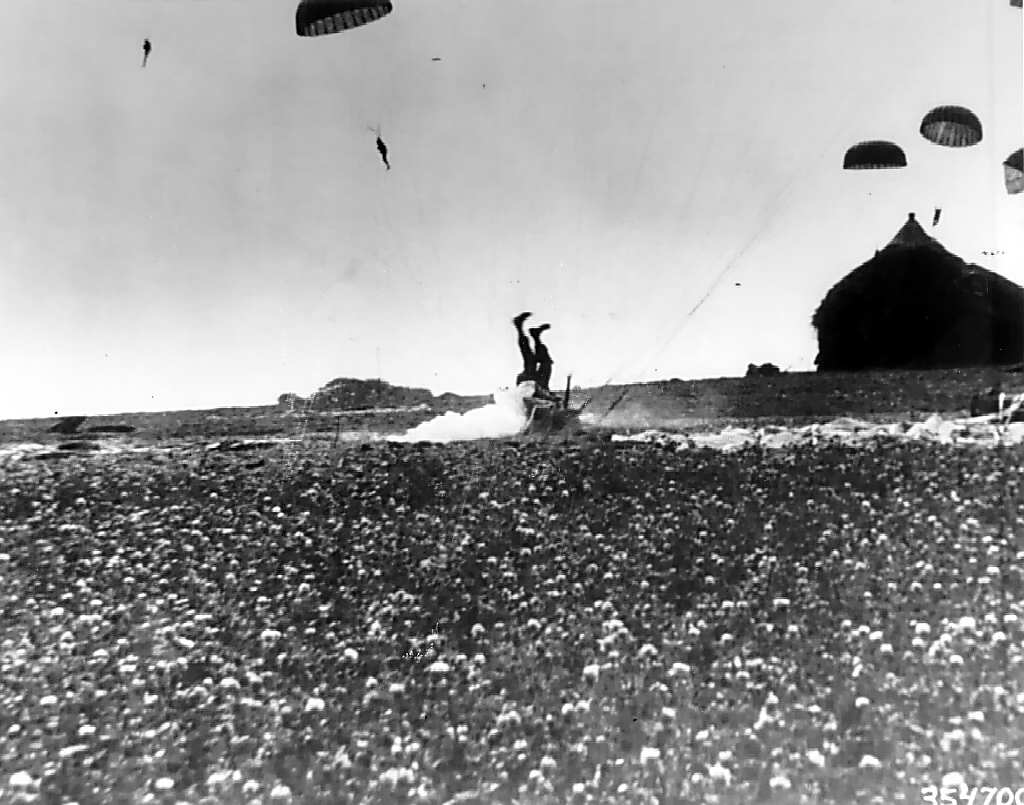
Un paracaigudista americà de la 101a té un mal aterratge

Durant les primeres hores de l'assalt, Model pensà que els aliats tenien el propòsit de capturar-lo a ell, fugint cap a Doetinchem, fent diverses parades al camí i canviant la seva ruta per a despistar. Aquests moviments van provocar que el missatger de Student trigués 10 hores a trobar-lo. No obstant això, el missatge era tan precís en la seva descripció de l'operatiu que Model va dubtar de la seva autenticitat i no el comunicà als seus superiors.
A les 15:00, Model i Bittrich es van trobar al quarter d'aquest darrer a Doetinchem. Un cop al quarter de Bittrich, van trucar al seu superior, el Mariscal von Rundstedt per a dissenyar un pla de defensa i sol·licitar reforços. Von Rundstedt havia estat nomenat comandant de l'Oberbefehlshaber West un mes abans. Coneixia bé a Montgomery i a Patton, i estava convençut de què la major amenaça pel Reich eren les forces de Patton que amenaçaven el Sarre. Al tenir coneixement dels informes de Model i de Bittrich se sorprengué del moviment aliat, ordenant a les forces alemanyes que esperaven a Patton a Aquisgrà que es desplacessin fins al nord per a envoltar la Línia Sigfrid i que s'unissin a l'exèrcit de Model. Aquesta arriscada maniobra desprotegia la línia de defensa que von Rundstedt havia preparat, a més del fet que dites unitats trigarien unes 48 hores a arribar als Països Baixos. No obstant això, von Rundstedt estava convençut de què Patton podria esperar.
Entre els alemanys, Model es destacava per la seva capacitat d'improvisació i de poder prendre decisions encertades en temps de crisi. A més, tenia reputació de tenir uns nervis d'acer. Tot i la seva confusió inicial sobre els primers fets de l'assalt, en poques hores dissenyà juntament amb Bittrich l'estratègia defensiva, dividint la zona en tres sectors. A les 23:15, Model ordenà l'organització de 3 forces de resistència amb les tropes que tenia disponibles:
- A Eindhoven, el Kampfgruppe Chill, la 107a Brigada Panzer i la 59a Divisió d'Infanteria, comandats pel General Student
- A Nimega, la unitat Wehrkreis VI reforçada per la 10a Divisió Panzer SS Frundsberg, comandats pel General Meindl
- A Arnhem, el II Panzerkorps-SS, que ja havia estat enviat per Bittrich; comandats pel Tinent General von Tettau. Inicialment no se sabia que les forces de Sepp Krafft ja estaven en la zona, però aquestes s'uniren al grup de von Tettau, anomenat Kampfgruppe Tettau.

### Segon dia: Dilluns, 18 de setembre de 1944 - L'Alliberament de Nimega

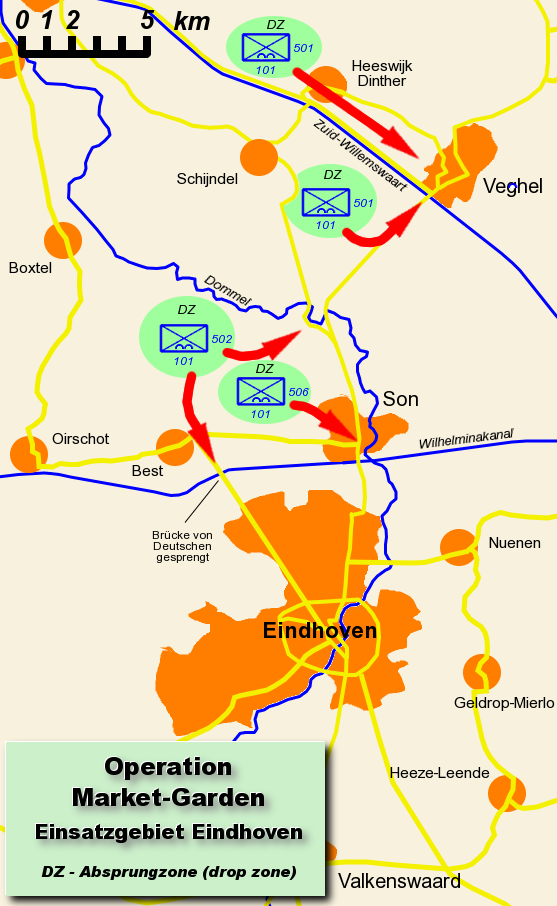
Salts americans sobre Eindhoven

El matí del 18 de setembre, cap comandant de Market Garden (incloent a Montgomery) sabia quin era realment l'estat de l'operació. Les tropes tampoc no tenien una certesa completa de l'estat de la resta d'unitats, i per tant, cadascuna actuava de manera independent tractant de seguir com fos amb els plans fets.

#### El Front Britànic Aerotransportat
A l'alba, els batallons paracaigudistes 1r i 3r seguien aturats en batusses amb els alemanys, els quals estaven delmant als britànics lenta però curosament. Es desconeixia on estava el General Urquhart, qui, frustrat per les fallades del seu enllaç per ràdio, havia abandonat el quarter general de la divisió a la zona de llançament el dia anterior i se'n havia anat amb jeep a veure què succeïa amb les seves unitats. Va arribar a temps per trobar-se amb el segon al comandament, el brigadier Latgbury, comandant de la 1a Brigada, que avançava amb el 3r Batalló. Però en aquell moment esclatà per tots costats una prolongada lluita urbana que va impedir als dos generals de la divisió exercir cap mena de control general en un moment crític de l'operació. Lathbury, ferit en una cama, va ser fet presoner; i Urquhart va haver d'amagar-se a unes golfes durant diverses hores. Sense el seu comandant, cada batalló va haver de seguir endavant amb el pla. Urquhart va sentir en aquell moment que començava a perdre el control de l'assalt. Durant aquella nit, alguns soldats britànics van aconseguir arribar al sector nord del pont d'Arnhem, però van ser ràpidament detinguts pels alemanys, que llançaven freqüents i ferotges atacs per a expulsar-los d'allà. A l'albada, Fost calculà que tindria 600 o 700 homes en aquell sector del pont. Durant el dia n'arribaren 200 més. Els Batallons 1r i 3r havien estat reduïts a la sisena part de la seva força original. Aquell mateix dia es va fer el segon assalt, que consistia en la 4a Brigada de paracaigudistes.
Cap a les 09:30 del matí, els alemanys llançaren un dels atacs més ferotges, quan una columna blindada de 22 vehicles del 9è Batalló de Reconeixement Panzer, a les ordres del capità Paul Grabner, intentà travessar el pont des de l'extrem meridional. No obstant això, la majoria dels vehicles van ser destruïts o incendiats (12 dels 22 vehicles sobre el pont), i el mateix capità Grabner morí en l'acció.

#### La zona de la 82a Divisió
Grave estava ben defensada pels alemanys. Tot i que la 82a havia capturat el turó proper a Groesbeek, a l'est de Nimega, la pressió alemanya no disminuïa i la divisió es mantenia a la defensiva a Horst, Grafwegen i Riethorst. Al matí, els alemanys van capturar les zones just per on s'havien programat els aterratges dels segon salt per a les 13:00. La 82a aconseguí rescatar les zones d'aterratge a les 14:00, capturant 16 canons FlaK i 149 presoners. La segona onada de paracaigudistes no va arribar fins a les 15:30, portant elements de 3 batallons i recursos mèdics.

#### La zona de la 101a Divisió

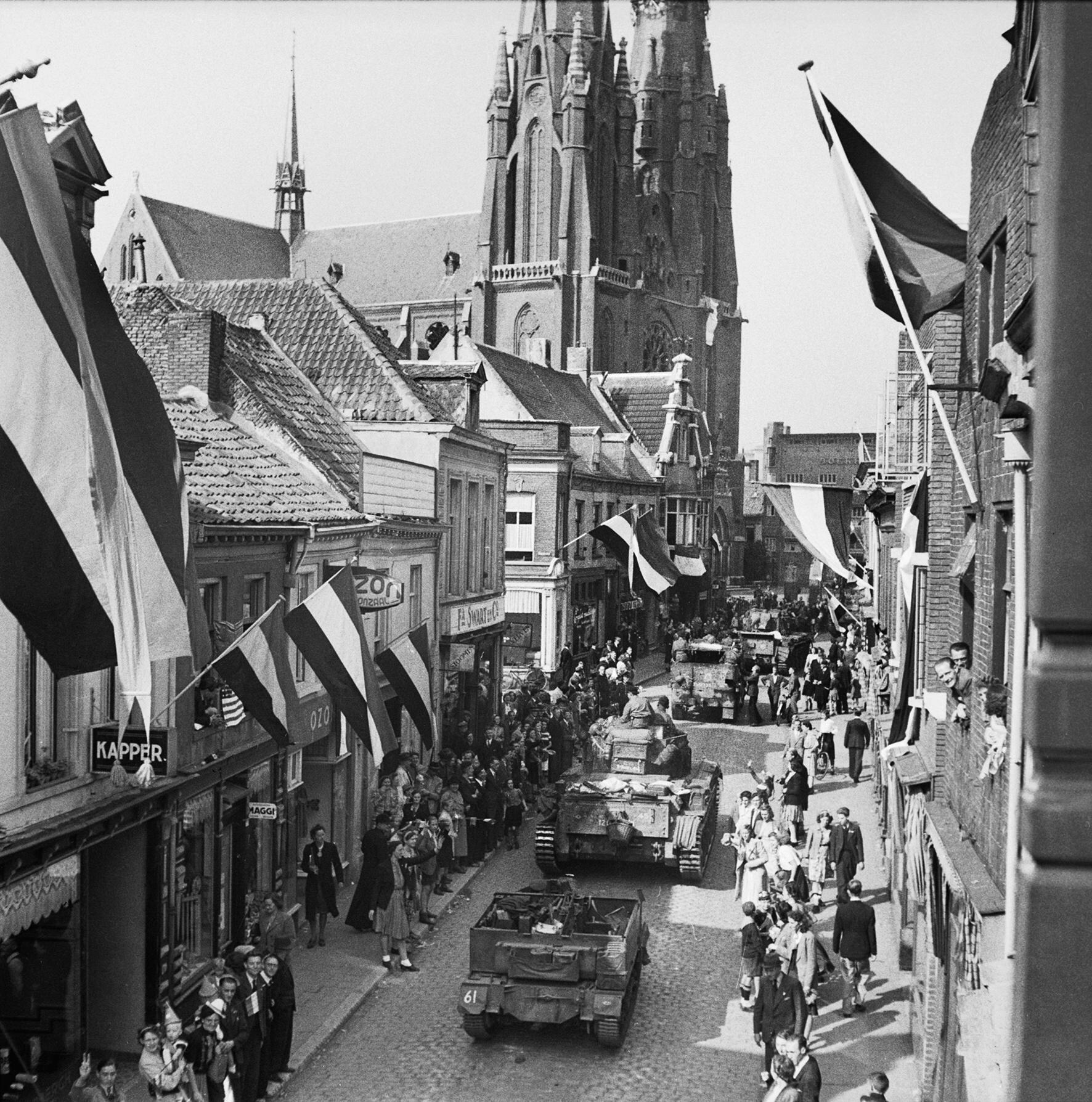
Vehicles del XXX Cos, travessant Eindhoven

Després de perdre el pont de Son, la 101 intentà capturar un pont similar que es trobava a uns quants kilómetres al nord, a Best, però l'accés estava bloquejat. Quan llavors es dirigiren cap al sud arribaren a Eindhoven, on es trobaren amb unitats de reconeixement del XXX Cos. A les 16:00 van aconseguir avisar que el pont de Son havia estat destruït i que es necessitava instal·lar un pont prefabricat. El XXX Cos va arribar poc després a Eindhoven, on esperà que els Enginyers Reials britànics muntessin el pont.
Després de dos dies, l'avanç del XXX Cos anava amb un retard de 36 hores respecte al programa, i els ponts de Nimega i d'Arnhem encara es trobaven en mans alemanyes.

### Tercer dia: Dimarts, 19 de setembre de 1944 – La conquesta de Grave

#### Arnhem
Abans del matí del dimarts 19, 1r i el 3r batallons de la 1a Brigada van intentar capturar de nou el pont d'Arnhem. Un cop més van ser detinguts abans d'arribar i dispersats amb 150 baixes. En veure's superats numèricament, van començar a replegar-se cap a Oosterbeek. El 2n Batalló encara continuava en possessió de l'accés nord del pont, i resistí durant tot el dia tot i els repetits atacs alemanys. Al final del dia, el 2n Batalló seguia sent l'única força aliada resistint a Arnhem.
A les 7:45, arribà a Oosterbeek el General Urquhart, de qui se suposava que estava mort o capturat després d'una absència forçosa de gairebé 40 hores. Durant tot aquell temps havien succeït moltes coses, i gairebé totes dolentes: la segona onda, que havia de portar la resta de la 1a Divisió Aerotransportada, s'havia vist retardada pel mal temps a Anglaterra. Quan finalment arribà a Arnhem a les 16:00 els alemanys, gràcies a l'exemplar del pla que havien trobat, sabien què havien d'esperar i havien preparat una ruda recepció. A més, hi havia molt poca coordinació entre les unitats aerotransportades molt pressionades, escampades en una zona molt ample, algunes de les quals intentaven defendre's del tancs Panther i Tiger i contra l'atac de canons autopropulsats amb fusells, subfusells i granades. Però el més decebedor era que no se sabia res del II Exèrcit, la punta de llança del qual (la Divisió Cuirassada de la Guàrdia) hauria d'estar apropant-se a Arnhem si la part Garden de l'operació es desenvolupava d'acord amb el pla. De fet, l'única notícia que el podia animar era que el 2n Batalló d'en Johnny Frost encara dominava l'extrem nord del pont, encara que les seves baixes eren greus.
Al nord, la 4a Brigada de Paracaigudistes arribada el dia anterior va intentar trencar el front alemany. També sense comunicacions i davant d'una ferotge resistència alemanya, la brigada va haver d'aturat l'atac després de patir baixes considerables. A causa de l'excessiva dispersió i d'estar totalment envoltats per l'enemic, havien perdut tant la seva capacitat ofensiva com les seves possibilitats d'auxiliar a Frost i al seu 2n Batalló. Es van replegar cap a una zona defensiva a Oosterbeek, creant un baluard a la riba nord del Rin. Segons l'esquema de l'operació, la Brigada de Paracaigudistes Polonesa havia d'arribar aquell dia, però no van poder enlairar-se per la densa boira del matí. Els planadors de transport antitanc i vehicles si que van tenir sort i van aconseguir sortir a temps, però van aterrar enmig del foc creuat quan la 4a Brigada de Paracaigudistes s'estava batent en retirada. Com que les zones de llançament havien estat capturades, Urquhart va transmetre repetidament la petició de què els avions que arribaven deixessin anar la càrrega dels seus contenidors prop de l'Hotel Hartenstein. No obstant això, la seva ràdio encara funcionava malament i els missatges no van arribar. Amb gran valor, pilots de la RAF van volar a través d'una barrera de foc antiaeri per a lliurar la seva preciosa càrrega, la major part del qual va caure en mans alemanyes: de les 390 tones de munició, menjar i subministraments mèdics, la 1a Divisió Aerotransportada només en van rebre 31 tones.
Urquhart, que s'adonava que el seu comandament estava fragmentat i patia grans pèrdues, va arribar a una decisió dura però inevitable: el batalló aïllat de Frost s'ho hauria d'arreglar per si mateix mentre que el que quedava de la divisió es replegava per formar una bossa defensiva a l'hotel Hartenstein. Allà els supervivents intentarien repelir els atacs alemanys fins que arribés el II Exèrcit, que de fet només es trobava a 16 km al sud.

#### Nimega
A les 08:20, el 504è Regiment establí contacte amb el XXX Cos a Grave. Això va permetre al Regiment moure's cap a altres missions i situar al 3r Batalló a la reserva del Batalló. Al vespre del 19 de setembre, les unitats d'avançada del XXX Cos estaven arribant a Nimega (tot i que en aquells moments, d'acord amb el pla original, ja haurien d'estar a Arnhem).
Es realitzà un atac combinat per capturar el pont de Nimega mitjançant dues companyies de la Divisió Blindada de Guàrdies Britànics i el 2n Batalló del 505è Regiment de Paracaigudistes. L'atac només van arribar fins a 400 metres del pont abans de ser aturats, continuant les batuses durant la nit. Es preparà un pla per atacar la punta sud del pont de nou mentre que el 3r Batalló del 504è Regiment de Paracaigudistes travessaria el riu Waal en bots 2 km més enllà i atacaria el costat nord. Els bots necessaris, demanats per a darrera hora del vespre, no van arribar. Una altra vegada el XXX es trobava aturat davant d'un pont.
El 1r i el 5è batallons del Guàrdies de Coldstream van ser incorpotats a la divisió. Es va provar enviar subministraments mitjançant 35 C-47, però fracassà: els subministraments van ser llançats des d'una gran alçada i no es van poder recuperar.
Les primeres notícies que es van rebre del front britànic a Arnhem no van arribar dels aliats, sinó que de la propaganda alemanya, que afirmava que Urquhart estava mort i que la 1a Divisió Aerotransportada havia estat destruïda.

#### Wijchen
A les 09:50, el 504è Regiment de Paracaigudistes va avançar cap a Wijchen, per atacar el Edithbrigde des de la seva pota sud. El pont estava assegurat. Després d'un combat ferotge, s'aconseguí assegurar el pont.

#### Eindhoven- Veghel
Al sud, unitats de la 101a enviades a capturar Best el dia abans va ser forçades a retirar-se pels contraatacs alemanys durant el matí. Els tancs britànics arribats durant el dia van ajudar a fer retirar-se als alemanys a darrera hora del vespre. Posteriorment, un petit grup de tancs Panther van arribar a Son i van començar a disparar sobre el pont Bailey, però van ser rebutjats pels canons anti-tanc que havien arribat feia poc, i s'aconseguí assegurar el pont.

### Quart dia: Dimecres, 20 de setembre de 1944 – Canvis a Arnhem i Nimega

#### El pont d'Arnhem

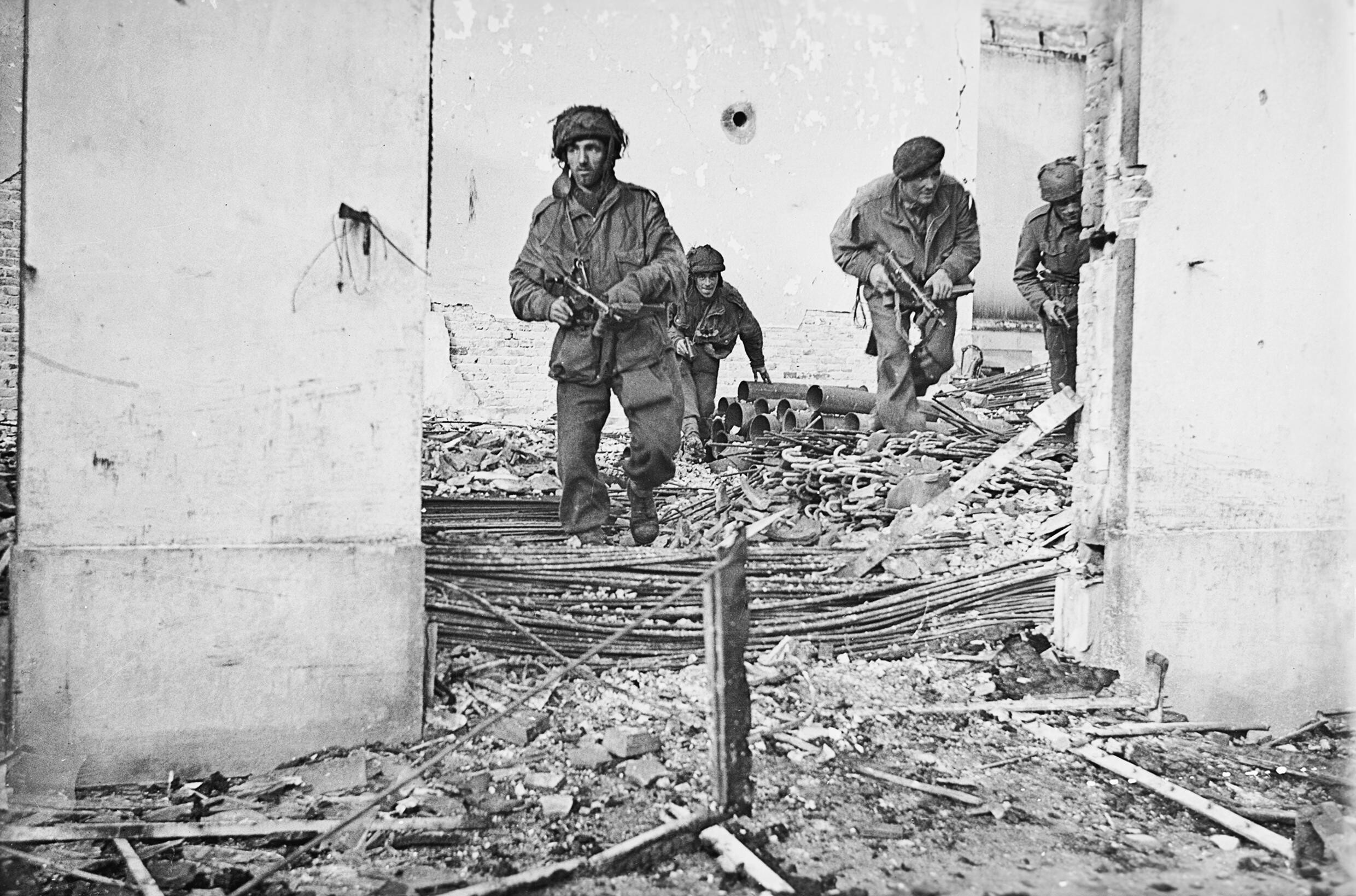
Quatre paracaigudistes britànics entre les runes d'una casa en Oosterbeek.

Atrinxerats a la cuneta d'un carrer, els britànics combaten a tropes alemanyes a només cent metres de la seva posició.

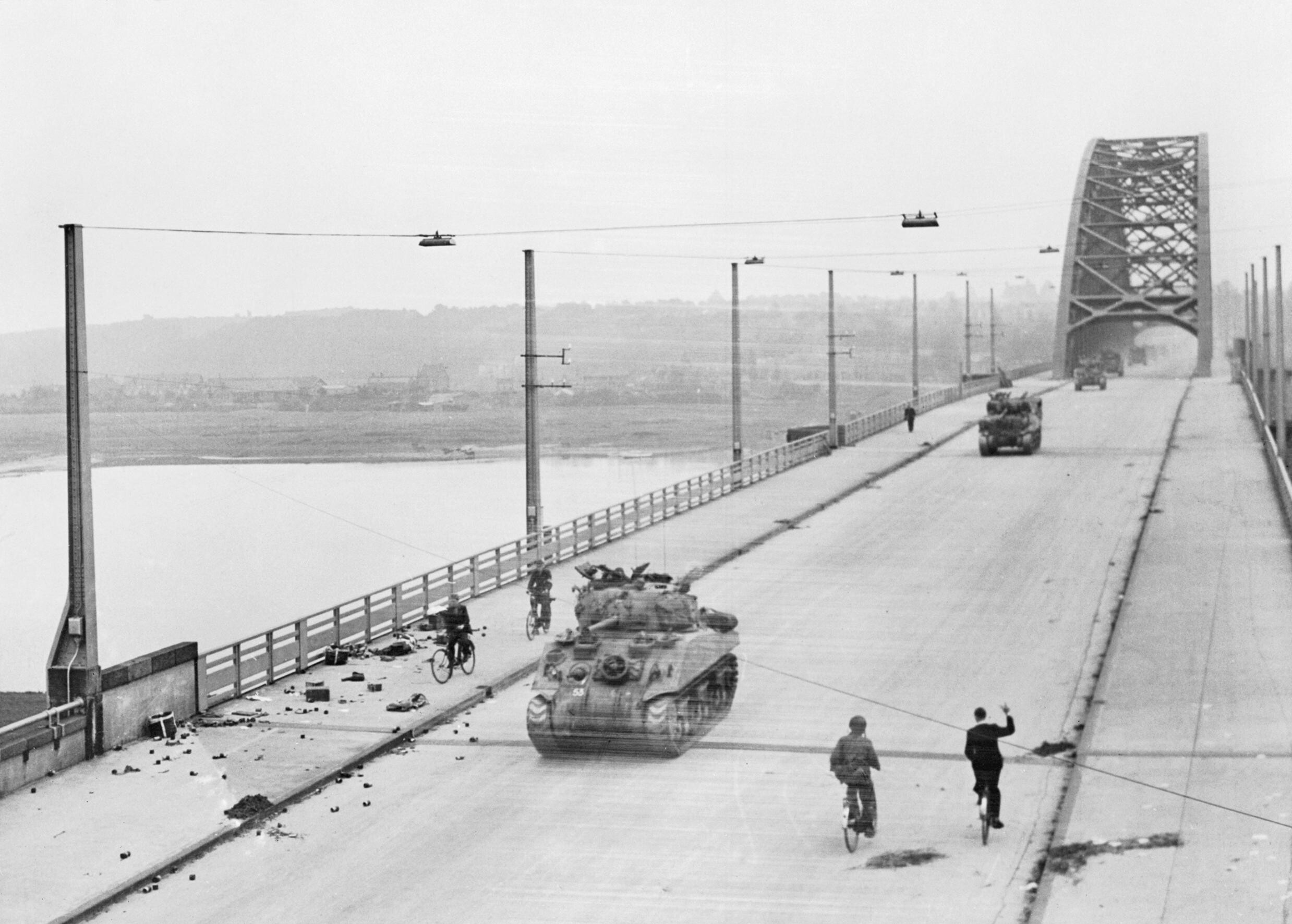
Els tancs del XXX Cos travessen el pont de Nimega, després de la seva captura.

El 2n Batalló britànic aconseguí comunicar-se amb la resta de la 1a Divisió a través de telèfons públics. Les males notícies que van rebre van ser que la Divisió no estava en condicions de rescatar-los o d'ajudar-los, i que el XXX Cos encara no havia arribat. A la tarda, la situació del Batalló de Frost era crítica. Les baixes, principalment ferits, eren altes pel bombardeig constant. La manca de munició, especialment l'anti-tanc, permetia als blindats enemics demolir les posicions britàniques des de molt a prop. El menjar i els subministraments mèdics eren reduïts, i molts edificis estaven en flames i en un seriós perill d'enfonsar-se. Davant la situació, el batalló negocià un alto el foc de dues hores per a traslladar als ferits, incloent al Tinent Coronel Frost, cap a hospitals sota control alemany. El comandant del batalló passà a ser Frederick Gough.
A mesura que avançava el dia, l'exèrcit alemany va anar dominant un per un els focus de resistència, recuperant el pont. Això va permetre que els soldats alemanys es desplacessin cap al sud per a reforçar les seves unitats a Nimega. Tot i que la resistència britànica va continuar en zones aïllades, de vegades només armats amb els ganivets, a primeres hores del dijous pràcticament tots van ser controlats i els supervivents van ser fets presoners. El darrer missatge emès des del pont "Sense munició, Déu salvi al Rei" ("Out of ammo, God save the King"), només va ser escoltat pels interceptadors alemanys.
El pla original Market Garden estimava que la 1a Divisió Aerotransportada britànica, consistent en 10.000 homes, seria capaç de capturar el pont d'Arnhem i mantenir-lo sota el seu control durant 4 dies. En realitat, només van ser necessaris 740 homes per a capturar-lo i retenir-lo, tot i que per molt menys temps i davant d'un enemic el doble de poderós que l'inicialment estimat. Mentre que 81 soldats britànics van morir defensant el pont d'Arnhem, les pèrdues alemanyes no poden establir-se acuradament, tot i que van ser molt altes; 11 de les unitats que van participar en els combats van informar un 50% de baixes després de la batalla. El 1977, en record a la lluita que hi tingué lloc, el pont va ser redenominat "Pont John Frost".
La tenaç resistència de Frost i el seu batalló és considerada una de les majors proeses militars de la guerra.

#### Oosterbeek
A l'oest d'Arnhem, els soldats que restaven de la 1a Divisió es van reunir a Oosterbeek per a la resistència final. Durant el dia no es van rebre atacs de consideració, però les forces aliades que s'estaven replegant cap allà van rebre l'atac constant dels alemanys i, especialment, de la seva artilleria. La 4a Brigada va patir greus baixes, arribant només 60 homes del 10è batalló sans i estalvis a la tarda.
El 156è Batalló de paracaigudistes va veure el seu nombre reduït a 150 soldats abans de veure's atrapats amb el seu accés a Oosterberk bloquejat per tropes alemanyes, restant 8 hores a una clariana del bosc. En un desesperat atac amb baionetes al capvespre, 75 homes van aconseguir traspassar la línia alemanya i refugiar-se a Oosterbeek. Els soldats que es refugiaren allà no van saber de la sort dels seus companys a Arnhem fins a uns dies després.

#### Nimega

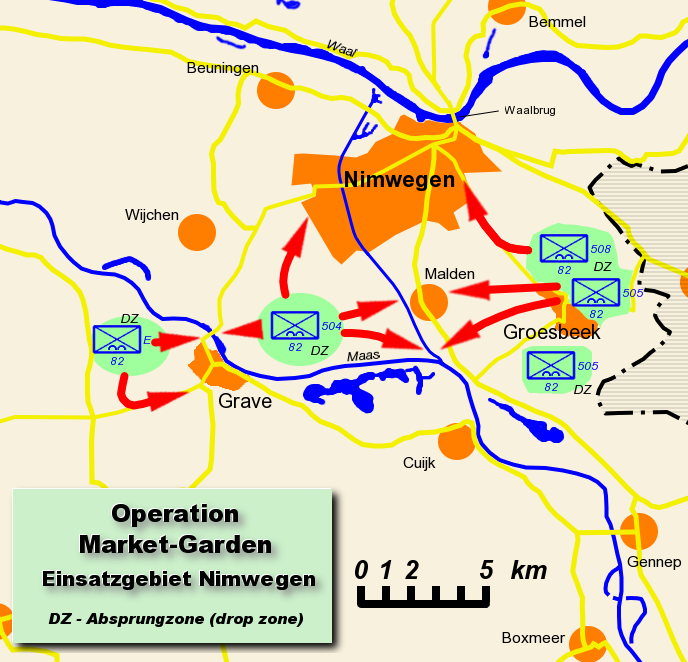
Salts aliats sobre Nimega

Els bots de lona que s'havien demanat per a travessar el riu Waal, previstos inicialment per a la una del migdia, van arribar cap a les 3 de la tarda. S'ordenà a correcuita que l'atac s'efectués immediatament, per a no perdre un altre dia més. S'ordenà a un batalló de la 82a Divisió, a les ordres del Major Julian Cook que travessés el riu amb els 26 bots disponibles. La travessia va ser difícil, ja que els soldats no estaven familiaritzats amb el disseny dels bots britànics i, davant la manca de rems, els soldats van fer servir les culates dels seus fusells. Només la meitat dels bots van aconseguir arribar a l'altra riba. Els soldats supervivents van prendre a l'assalt la part nord del pont, després de travessar 200 metres de terreny obert sota foc enemic. Les forces alemanyes es van retirar dels dos costats del pont, el qual va ser ràpidament ocupat per tancs irlandesos i pel 2n Batalló de la divisió, i miraculosament no va ser volat (no es van poder activar els explosius, tot i els frenètics esforços del General Heinz Harmel). Després de quatre dies de combats, el pont va ser finalment capturat pels enemics. L'operació va ser anomenada "petita Omaha", en referència al costós desembarcament a la Platja Omaha el Dia-D.
Cap a l'est, els atacs alemanys als turons dels voltants va donar els seus fruits. Alemanya va capturar l'únic pont que era apropiat per a permetre el pas de tancs. En aquell moment es feu evident que la intenció alemanya era capturar l'autopista, partint-la en dos seccions on es pogués aïllar a les unitats aerotransportades del XXX Cos. Els aliats van contraatacar a Mook amb elements del 505è Regiment de Paracaigudistes i del 4t Batalló dels Coldstream Guards, la qual cosa va fer que els alemanys es repleguessin a les 20:00. No obstant això, el 508è Regiment de Paracaigudistes va perdre terreny a Im Thal and Legewald quan va ser atacat per infanteria alemanya i tancs.
Al sud seguien els combats entre les unitats de la 101a i diverses unitats alemanyes. A vegades alguns tancs Panther aconseguien tallar les carreteres, però es retiraven quan anaven curts de munició.
Quan el Tinent General Dempsey es trobà amb el Brigadier Gavin li digué (en referència a l'atac de Nimega) estic molt orgullós de trobar-me amb el comandant de la major divisió del món avui.

### Cinquè dia: Dijous, 21 de setembre de 1944 –Der Hexenkessel

#### Oosterbeek

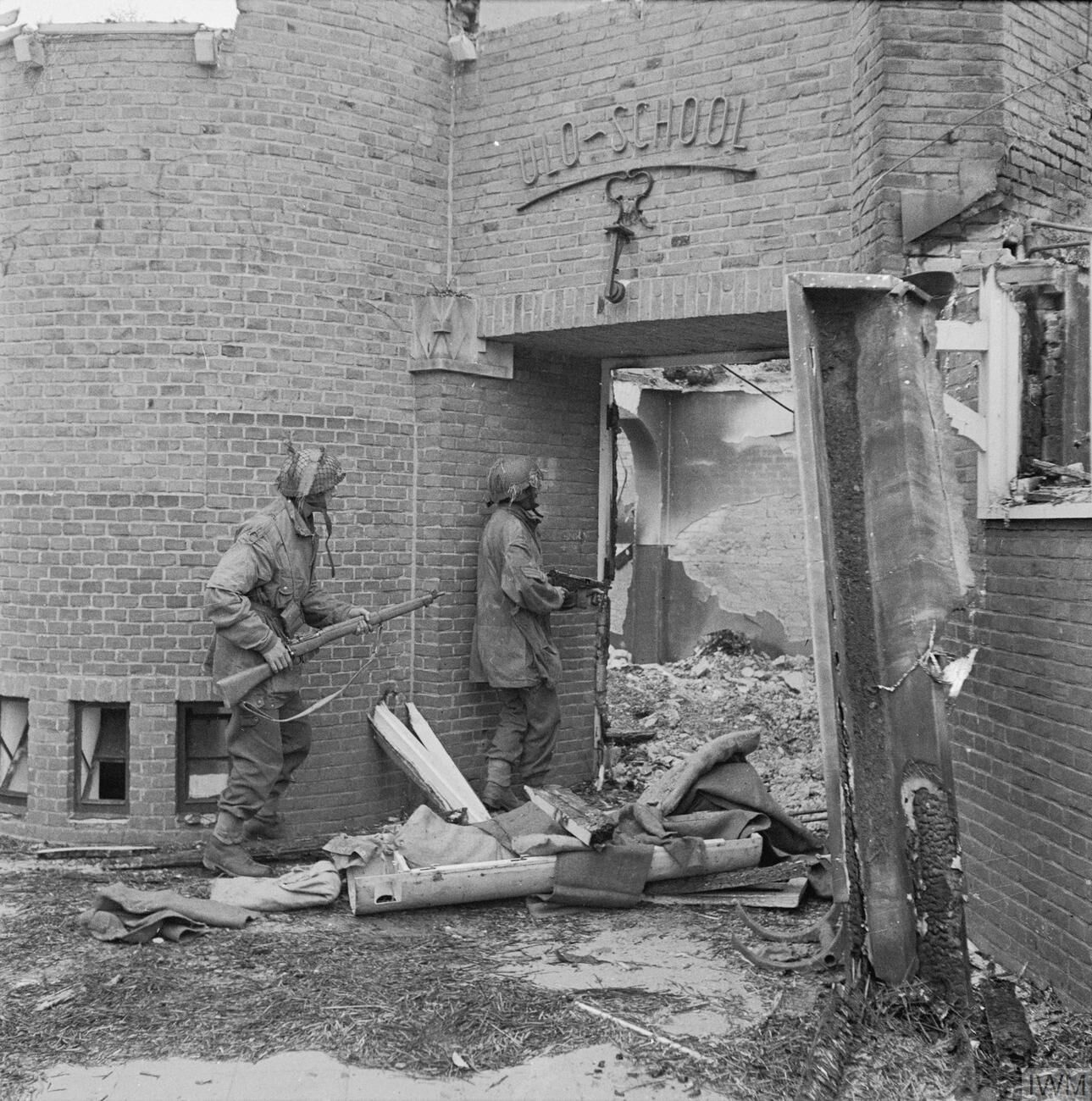
Paracaigudistes britànics cercant franctiradors alemanys a una escola

L'autopista 69, prop de Nimega

Després de la captura del pont d'Arnhem per part d'Alemanya, la batalla a l'extrem nord del corredor es traslladà cap a Oosterbeek, on els britànics s'havien retirat. Aproximadament 3.584 supervivents s'havien establert als edificis i boscos dels voltants amb la intenció de mantenir un cap de pont a la riba nord del Rin fins que el XXX Cos pogués arribar. L'exèrcit alemany envoltà a poc a poc les tropes britàniques pels flancs est, oest i nord. Al sud, el riu impedia la retirada britànica. Durant tot el dia la seva posició va ser durament atacada per tots els costats. Al sud-est, la Lonsdale Force (les restes dels Batallons Paracaigudistes 1r, 3r i 11è i el 2n South Staffordshires) va rebutjar un gran atac ajudat pel foc de l'artilleria lleugera de la divisió. Al nord, els 7th King's Own Scottish Borderers gairebé van ser superats al vespre, però un contraatac a la baioneta va restaurar la situació i les restes del batalló es van dirigir més al sud per ocupar un front més estret. L'atac més seriós del dia va ser fet contra la Companyia B del 2n Batalló del Border Regiment que controlava una zona vital a uns turons a la punta sud-oest del perímetre, des d'on es veia el ferry que travessava el riu a Driel, que era l'únic mitjà amb el qual la divisió podria rebre reforços. La companyia va ser atacada per infanteria i blindats enemics, usant tancs francesos equipats amb llançaflames, i els turons van ser perduts. Els contraatacs van fracassar i les restes de la companyia van ser redistribuïdes. La divisió quedà en una posició molt precària, controlant només 700 metres de la riba. La divisió rebutjà diversos atacs més al seu front.
Un intent d'avituallament de Stirlings del 38è Grup va ser desbaratat per l'única intercepció efectiva per part de la Luftwaffe durant tota l'operació. Els Fw 190 van interceptar els Stirlings a baixa alçada i van abatre 7 d'una línia de 10. El foc antiaeri n'abaté 8 més. Els Fw 190 van ser capaços d'introduir-se a la pantalla dels caces aliats enviats per cobrir el llançament quan un grup, el 56è Grup de Caces va arribar tard al seu sector de patrulla entre Lochem i Deventer. El 56è, no obstant, es va redimir abatent a 15 dels 22 Fw 190 mentre que abandonaven la zona.
La lluita a Oosterbeek es va reduir llavors a intentar sotmetre el darrer reducte britànic, a la zona que els alemanys van anomenar "la caldera de les bruixes" (alemany: Hexenkessel, anglès: witches' cauldron).

#### L'arribada dels paracaigudistes polonesos
Després d'un retard de dos dies pel mal temps, els paracaigudistes de la 1a Brigada Paracaigudista Independent Polonesa del Major General Stanislaw Sosabowski van arribar finalment a la zona d'Arnhem, aterrant a la tarda a prop de Driel, al sud del Rin. Dos dels tres batallons de la brigada van ser llançats contra un intens foc alemany. La pobre coordinació amb la RAF i els persistents atacs de la Luftwaffe van fer que les provisions fossin llançades a 15 km de distància, a la riba oposada del Rin. Els polonesos pensaven fer servir el ferry de Heveadorp per travessar el riu i reforçar a la 1a Divisió a Oosterbbek, però van descobrir que la riba oposada del riu estava dominada per l'enemic i que el ferry no hi era (les seves amarres s'havien deixat anar dos dies abans, trobant-lo riu avall inservible). Impotents, els polonesos es van replegar fins a Driel per passar la nit.
Abans del salt, el General Sosabowski havia tingut oportunitat de veure el pont d'Arnhem des de l'aire. En veure que els tanc sobre el pont avançaven de nord a sud, va deduir que el pont estava en mans alemanyes (al revés del que li havia dit el General Brereton aquell matí. Veient que els britànics havien fracassat en la captura del pont, i a jutjar per l'intens foc antiaeri que els rebé al saltar, Sosabowski en va convèncer de què estaven saltant cap a un sacrifici segur.
La 1a Divisió Paracaigudista va aconseguir establir contacte radiofònic durant el dia amb els canons del 64è Regiment Medium de l'artilleria del XXX Cos, que havia avançat amb les forces de terra i tenia com a missió proveir a la divisió de suport artiller. A diferència d'altres, aquest enllaç radiofònic tingué continuïtat durant la batalla i el regiment atorgà un valorable foc artiller de suport a la divisió.

#### Nimega
Tot i la captura del pont de Nimega i la neteja de la ciutat al vespre anterior, la Divisió Blindada de Guàrdies no comença a avançar unes 18 hores després, quan s'havien pogut reorganitzar per la confusió causada pels combats del dia anterior, segons demanà el tinent General Horrocks (aquesta va ser una decisió que despertà controvèrsia i que ha estat sovint estudiada posteriorment). La meitat de la Divisió Irlandesa havia estat destacada per a donar suport a la 82a Aerotransportada; i la meitat restant necessitava combustible i estava exhausta pel combat. El pla Market Garden depenia d'una única carretera com a via d'avanç i de subministrament. Això imposà un retard a causa del fet que les altres unitats no podien ser desplegades per rutes alternatives per mantenir l'avanç. Com que la Divisió Irlandesa era la punta de llança de l'avançada del XXX Cos, la resta de les unitats va haver-se d'esperar darrere d'ells, car no hi havia rutes alternatives.
Aquesta demora va donar un respir per a l'exèrcit alemany, car aconseguí acumular les seves defenses al sud d'Arnhem, facilitat pel fet que posseïen el pont. Quan els irlandesos estaven a la vista, una forta defensa va detenir per complet l'avanç del XXX Cos. La 43a Divisió va ser enviada a l'avantguarda amb ordres de prosseguir l'atac i d'unir-se a Driel amb els polonesos, amb els que s'havia aconseguit contactar per ràdio. No obstant això, es trobaven a més de 30 km darrere de la Guàrdia Irlandesa, amb tota la resta del XXX Cos enmig d'un monumental embús de trànsit. No va ser fins l'endemà en què la 43a Divisió va aconseguir travessar el riu Waal i iniciar el seu avanç.
Els alemanys, mentrestant, començaven a guanyar terreny, continuant els seus contraatacs per tota l'extensió del XXX Cos, si bé el cos aconseguí mantenir l'avanç i la 101a Aerotransportada continuava explotant els seus guanys.
A les 15:00, una flota de 406 avions C-47 aliats van deixar caure provisions per a la 82a Aerotransportada, de les quals se'n van recuperar un 60%, gràcies a l'ajut dels civils neerlandesos. La major part de la 82a i de la 101a Aerotransportada, reforçades amb unitats blindades britàniques, van ser desplegades en missions defensives, amb l'objectiu de mantenir el corredor.

#### El pont de Wijchen
Després de la victòria del 504t Regiment de Paracaigudistes a Wijchen, els alemanys van intentar atacar el Edithbridge des de la punta nord. El 504t demanà ajut a la 101a. Avançant directament, no podien arribar suficientment a prop dels alemanys. Semblava un altre error en l'assegurament del pont. Però llavors, la 101a es dirigí cap a Wijchen. Els alemanys encara no eren prou forts per defensar les seves posicions i van haver d'abandonar els ponts de Wijchen per al 504t Regiment.

### Sisè dia: divendres, 22 de setembre de 1944 –El divendres negre

#### Contacte entre polonesos i el XXX Cos

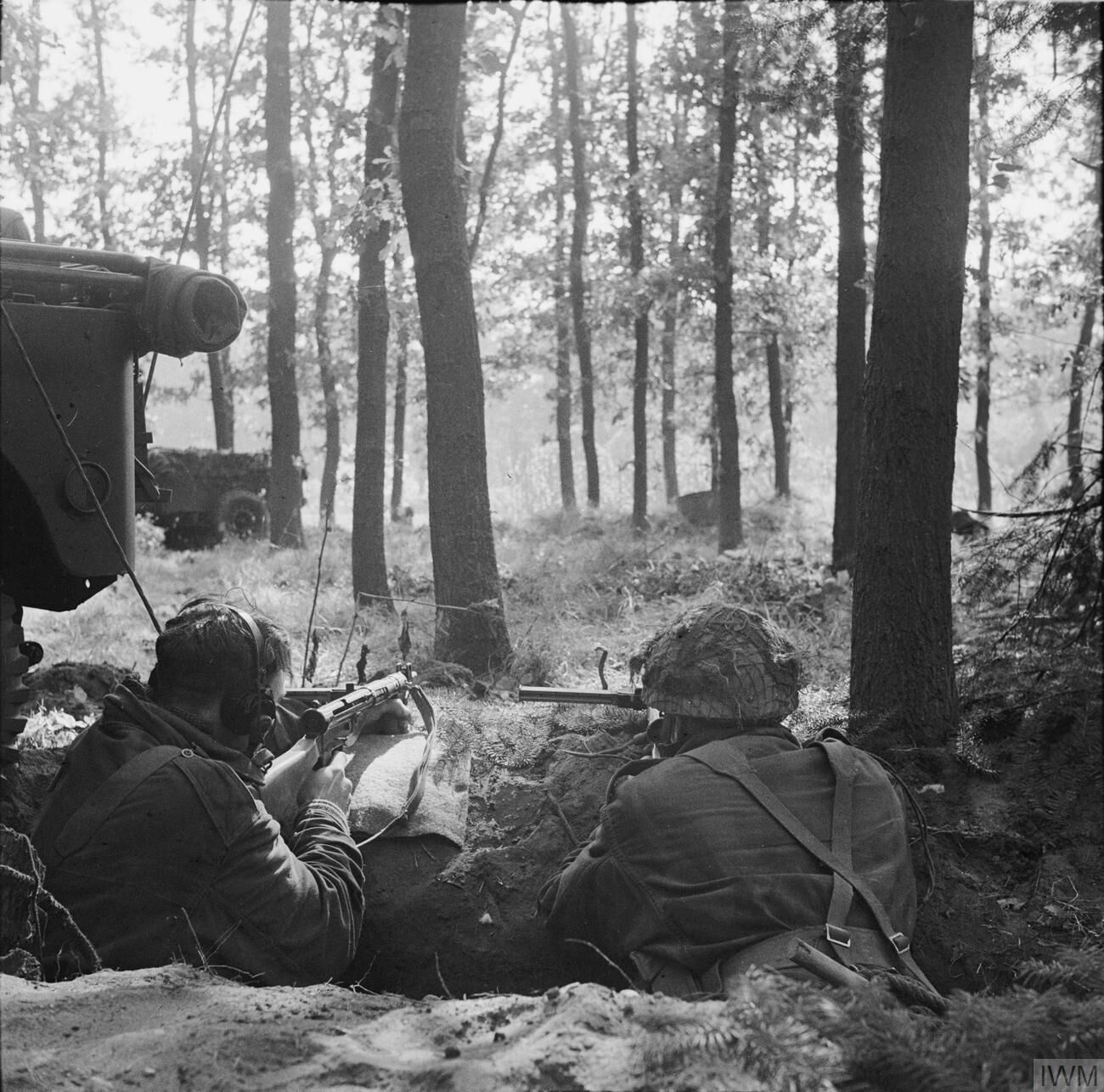
Paracaigudistes britànics en posició a la riba nord del Rhin a Arnhem

L'exèrcit alemany començà a fer servir morters contra les posicions aliades, mentre que les seves tropes descansaven dels durs i infructuosos combats dels dies anteriors. Els alemanys van portar fins a Oosterbeek 110 peces d'artilleria per mantenir ocupats als aliats protegint-se dels projectils i van limitar els seus atacs directes fins a posicions específiques, arribant fins i tot a atacar només cases individuals. També nombrosos canons anti-tanc britànics, ben situats, van fer que els alemanys fossin reticents a atacar directament. En aquells moments, els supervivents britànics estaven sent superats en nombre en una relació de 4 a 1.
Les tropes poloneses a Driel no podien travessar el Rin per a ajudar els seus companys, però la seva presència va fer retirar part de les tropes alemanyes que envoltaven a la divisió britànica. Bittrich estava convençut de què els polonesos havien arribat a Arnhem per intentar reconquerir el pont d'Arnhem o, encara pitjor, atacar la rereguarda alemanya i evitar que la 10a Divisió Panzer SS que es dirigia cap a Nimega pogués travessar el pont d'Arnhem i quedés atrapada entre la Divisió Blindada de Guàrdies i la 1a Brigada Polonesa. Així doncs, Bittrich desvià cap a Driel a prop de 2.400 soldats situats a Oosterbeek. Els soldats van entrar en combat amb les tropes poloneses.
Al matí, elements de la 43a Divisió va sortir de Nimega enmig de la boira dirigint-se cap a Driel, on se sabia que estaven les forces poloneses, exposant-se al foc alemany. No va ser possible que altres unitats del XXX Cos els seguissin, car la boira s'aixeca, exposant qualsevol sortida al foc enemic. La unitat de reconeixement va arribar a Driel al vespre. Els enginyers d'ambdues unitats van intentar travessar el riu aquella nit, però sense èxit. La manera emprada va ser amb balses de goma unides per cables, però els cables es trencaven fent que els polonesos anessin molt lentament enmig d'un fort corrent, a més del fet que es va fer sota observació i foc enemic. A la matinada, s'intentà novament la travessia, fent servir dos vehicles amfibis, però van quedar embussats a la riba del riu. A les 3:00, quan només havien aconseguit fer la travessia 52 homes de la 8a Companyia Paracaigudista Polonesa, es van cancel·lar tots els intents.

#### Atacs alemanys al corredor aliat
Horrocks notava que la crisi estava creixent per moments. Aquell dia, al que posteriorment anomenaria el "divendres negre", les tropes de Market Garden van rebre una comunicació de la RAF avisant que tots els vols programats per a reaprovisionar les tropes havien estat cancel·lats pel mal tems a Anglaterra i als Països Baixos. També van ser cancel·lats el suport dels caces que necessitaven amb urgència. Tot i que gran part del corredor de "l'autopista de l'infern" seguia en mans aliades, les contraofensives alemanyes eren cada cop més sovints per tota l'autopista.
Algunes unitats alemanyes es van concentrar entre Veghel i Grave. Aquest punt havia estat escollit personalment pel mariscal Model, perquè contenia 4 ponts relativament propers entre ells. La Resistència holandesa va descobrir les forces alemanyes abans que ataquessin a Veghel i van avisar a la 101a Aerotransportada. Els estadounidencs van aconseguir resistir l'atac durant 4 hores, però al final l'exèrcit alemany va aconseguir tallar a la columna aliada a Uden. El resultat va ser crític per al combat que tenia lloc a Arnhem, car Horrocks va haver d'enviar tancs de tornada cap a Veghel per a recuperat "l'autopista de l'infern".

### Setè dia: dissabte, 23 de setembre de 1944 – Divisió del XXX Cos
Els repetits intents dels polonesos per travessar el riu van motivar que les tropes alemanyes dediquessin el dia a tractar de netejar de britànics la riba nord del riu. Aquests van resistir els repetits atacs, patint nombroses baixes i causant-les per igual als alemanys. Els alemanys també atacaren a les tropes poloneses que es trobaven a l'altre costat, però l'atac va ser breu gràcies a l'arribada de diversos tancs del XXX Cos que van reforçar la posició dels polonesos. Cent cinquanta polonesos més del 3r Batalló polonès van aconseguir arribar al costat nord del riu, gràcies als bots canadencs recent arribats.
Al sud, els alemanys van haver d'abandonar el tros d'autopista que havien conquerit a Uden el dia anterior, car van arribar els reforços del XXX Cos. Al final del dia, el XXX Cos es trobà fragmentat en 3 unitats: les forces que pretenien continuar avançant cap al nord, però que estaven detingudes per l'exèrcit alemany només a 20 km d'Arnhem; les forces desviades cap a Driel per a intentar donar suport a Urquhart i a Sosabowski; i les forces que van haver de recular cap al sud per a recuperar els trams d'autopista conquerits per Model.

### Vuitè dia: diumenge, 24 de setembre de 1944 – El darrer intent
Al matí, seixanta tancs Tiger van arribar a les mans de Model, disposats per a entrar en combat. Al sud de Veghel va haver un nou intent per capturar l'autopista. L'intent va tenir èxit i les tropes es prepararen per a resistir tota la nit. Els aliats no tenien clar si aquest atac representava realment una amenaça seriosa, però de qualsevol manera es decidí muntar un front nou a Nimega, abandonant-se l'objectiu principal de l'Operació Market Garden, és a dir, la travessa aliada del Rin.
Mentrestant, a Arnhem, s'intentà fer un nou intent per reforçar a la 1a Divisió amb soldats que travessessin el Rin. Dues companyies del 4t Batalló del Regiment Dorsetshire (anomenats Dorsets) van aconseguir travessar el riu, però van arribar a l'altra riba just enmig de dues posicions alemanyes. Dels 315 soldats que van travessar el riu, només 75 van aconseguir arribar a Oosterbeek i la resta va ser capturat. Amb escassetat de provisions i munició, els Diables Vermells creien que només era qüestió de temps que els alemanys ocupessin el "Calderó" per complet.
El General Horrocks s'havia resistit a pensar en la retirada, car creia que després de tant treball per portar al XXX Cos tan a prop d'Arnhem (la qual cosa, ja per si, semblava impossible), només era qüestió de donar un cop final per conquerir la riba nord del Rin. No obstant això, després d'aquest nou fracàs per travessar el riu, va accedir a la proposta del General Browning per a traçar un pla de retirada.

### Novè dia: dilluns, 25 de setembre de 1944 – La retirada final

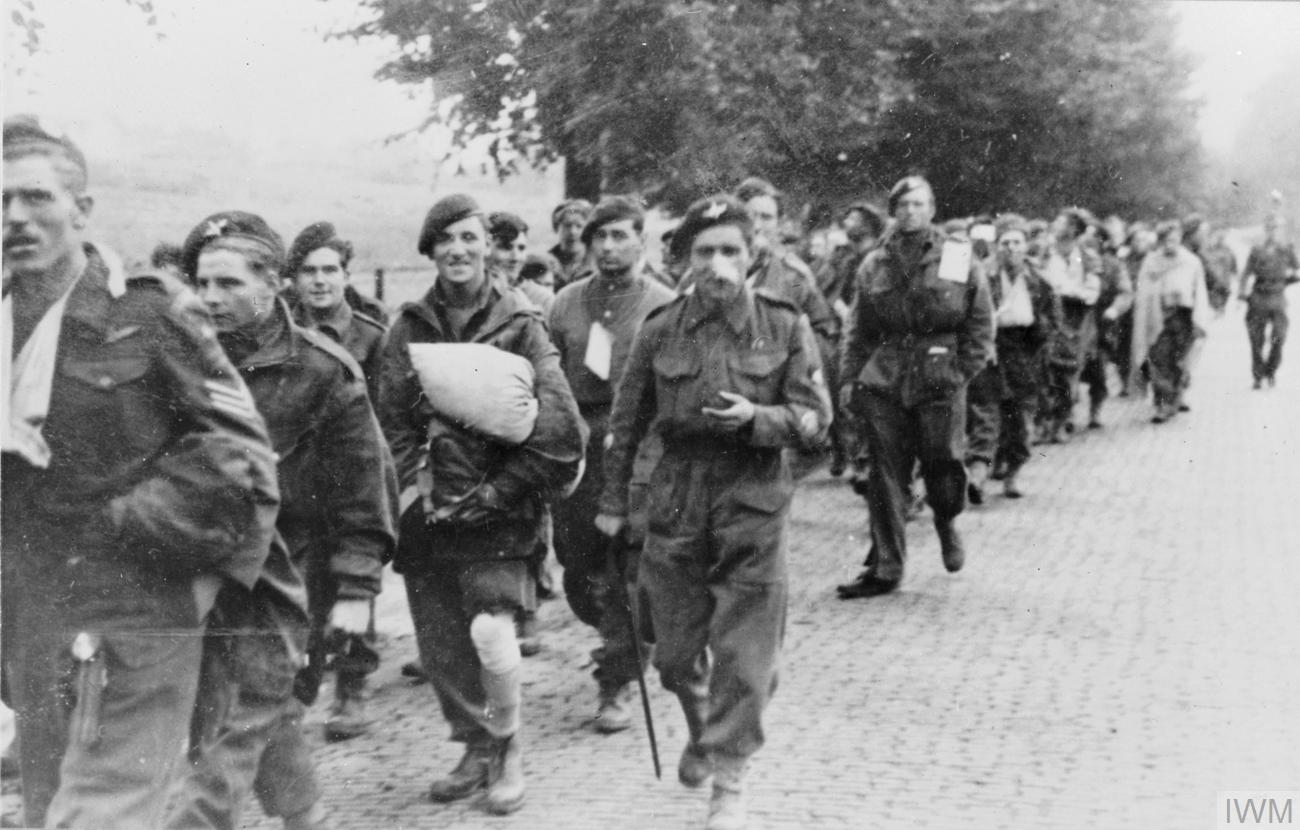
Presoners britànics sent escortats a Arnhem. S'estima que el nombre de presoners va superar els 6.400

Urquhart i la seva 1a Divisió Aerotransportada van rebre l'ordre de retirada a les 6:05 (tot i que Montgomery no aprovà l'ordre fins a les 9:30). No obstant això, la divisió va haver d'esperar que caigués la nit per a intentar travessar el Rin de nord a sud. Durant el dia, els alemanys van formar dos Grups de Combat de les SS que van atacar als britànics des de l'est. L'atac començà amb èxit i posà en perill a la darrera defensa de la divisió, però finalment va ser repel·lit per un bombardeig del 64è Regiment Mitjà.
Usant tots els trucs possibles per donar la impressió als alemanys de què les posicions seguien sense modificació, la divisió comença la retirada a les 22:00. Els enginyers britànics i canadencs van transportar les tropes a través del Rin, coberts pel 3r Batalló Paracaigudista Polonès a la riba nord. 2.398 soldats van aconseguir arribar a la riba sud (1.741 paracaigudistes britànics, 422 pilots de planadors, 160 paracaigudistes polonesos i 75 Dorsets), entre ells el General Urquhart i el capità Arnoldus Wolters, l'oficial d'enllaç neerlandès del Quarter General d'Urquhart. A l'alba, encara quedaven 300 homes al nord del riu. El foc alemany va impedir que el travessessin i, per tant, van haver de rendir-se. Encara hi va haver una ironia final: ningú esperava que sortissin tants homes i no hi havia transport suficient per a tots, i així, soldats esgotats que havien suportat 8 dies de combat ferotge van haver de caminar 18 km fins a les posicions principals del II Exèrcit a Nimega. La 1a Divisió Aerotransportada havia saltat amb més de 10.000 homes. D'aquests, 1.485 havien mort i 6.414 van ser capturats, dels quals uns 2.000 estaven ferits. Els alemanys van informar de 3.300 baixes, un terç de les quals eren morts.
Al sud, la recentment arribada 50a Divisió d'Infanteria (Northúmbria) va atacar als alemanys que es trobaven a la carretera, assegurant-la per tot el dia. Els aliats van rebre els supervivents de la 1a Divisió Aerotransportada a Nimega i van retenir la posició (que seria anomenada el Sortint de Nimega) fins al novembre de 1944, quan van ser rellevats pel I Exèrcit canadenc. Els canadencs van retenir la posició sense canvis fins al febrer de l'any següent, quan s'executà l'Operació Veritable, que finalment alliberà Arnhem de l'ocupació alemanya.

## Resultat de l'operació

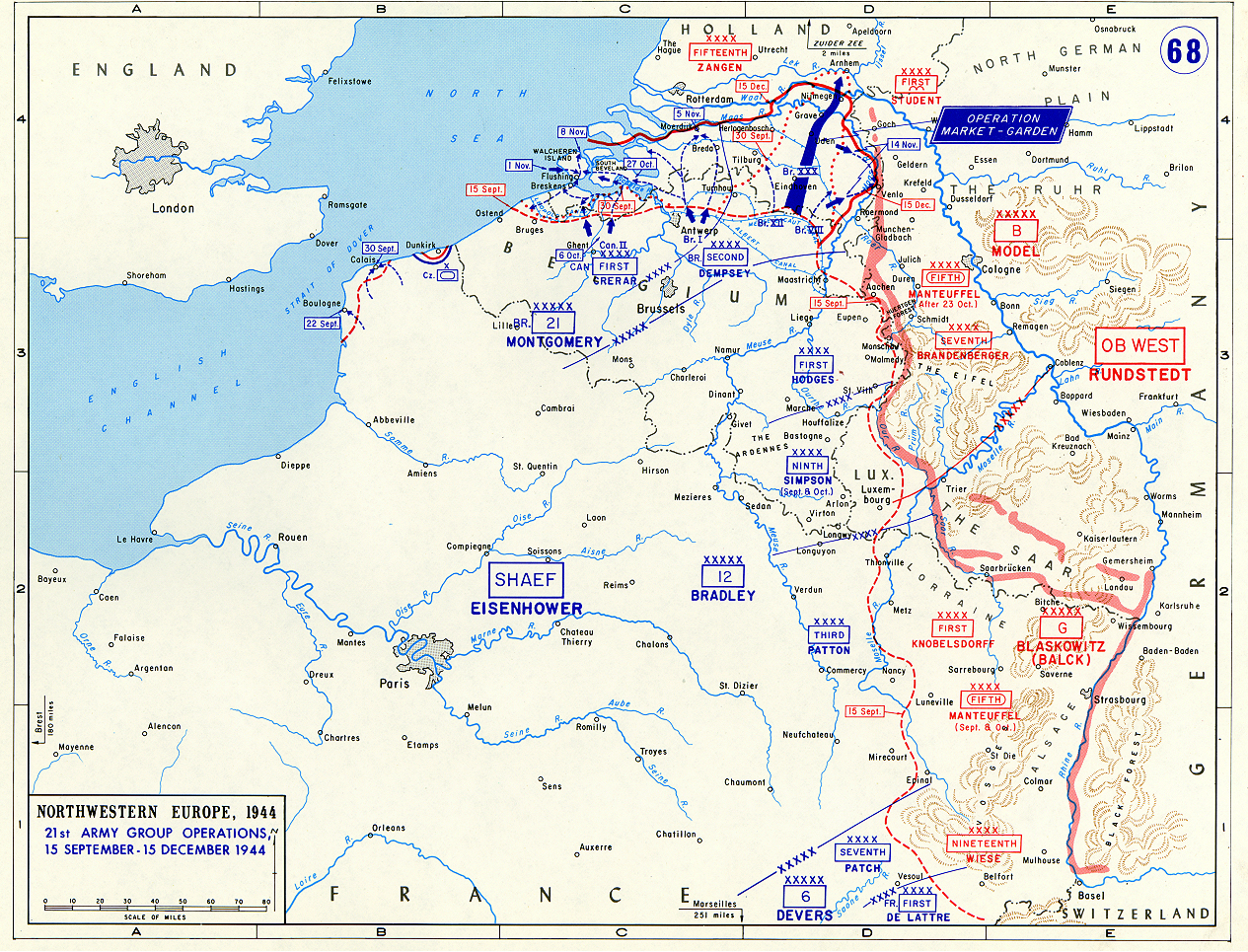
La línia del front als Països Baixos després de l'Operació Market Garden

Els objectius de l'Operació Market Garden no es van acomplir. Els aliats van fracassar en mantenir un cap de pont sobre el Rin, no van aconseguir rodejar la Línia Sigfrid ni estaven en condicions d'intentar un avanç pel Ruhr. Les ciutats de Nimega, Oosterbeek i Arnhem van quedar devastades, i els exèrcits d'ambdós bàndols van quedar exhausts i delmats. L'operació va fer que unitats d'elit com ho eren les paracaigudistes aliades patissin greus pèrdues. Després dels combats, aquestes van ser deixades per mantenir posicions defensives, un paper per al qual no estaven preparades. A partir d'aquell moment la línia del front als Països Baixos es doblà, dificultant els atacs massius en operacions ofensives posteriors vitals que van tenir lloc a finals de 1944, com la batalla de l'Escalda i l'Operació Aintree. Per tal d'acomplir aquestes dues ofensives simultànies i per poder fer front a les altes baixes tingudes duran l'Operació Market Garden, es van retirar tropes del front de les zones d'Aquisgrà i de les Ardenes, circumstància que va ser aprofitada pels alemanys al desembre per llançar l'«Operació vigilància del Rin», que resultà en la batalla de les Ardenes.
Per un altre costat, quan la batalla havia acabat i els supervivents britànics havien estat evacuats, els alemanys van treure a tota la població d'Arnhem, declarant-la zona militar, com a venjança per la calorosa benvinguda que havien atorgat als paracaigudistes britànics. No va ser fins a la primavera de 1945 quan els habitants d'Arnhem van poder tornar a les runes del que havien estat les seves llars.
Market Garden és considerada com una victòria tàctica d'Alemanya i la major catàstrofe que havien rebut les forces Aliades.
Però Montgomery, optimista, considerà que, de qualsevol manera, l'Operació Market Garden havia tingut èxit en un 90%, car s'havien acomplert tots els seus objectius llevat el de capturar un pont a Arnhem i ara el front aliat comptava amb un cap de pont a Nimega.

### Anàlisis posteriors

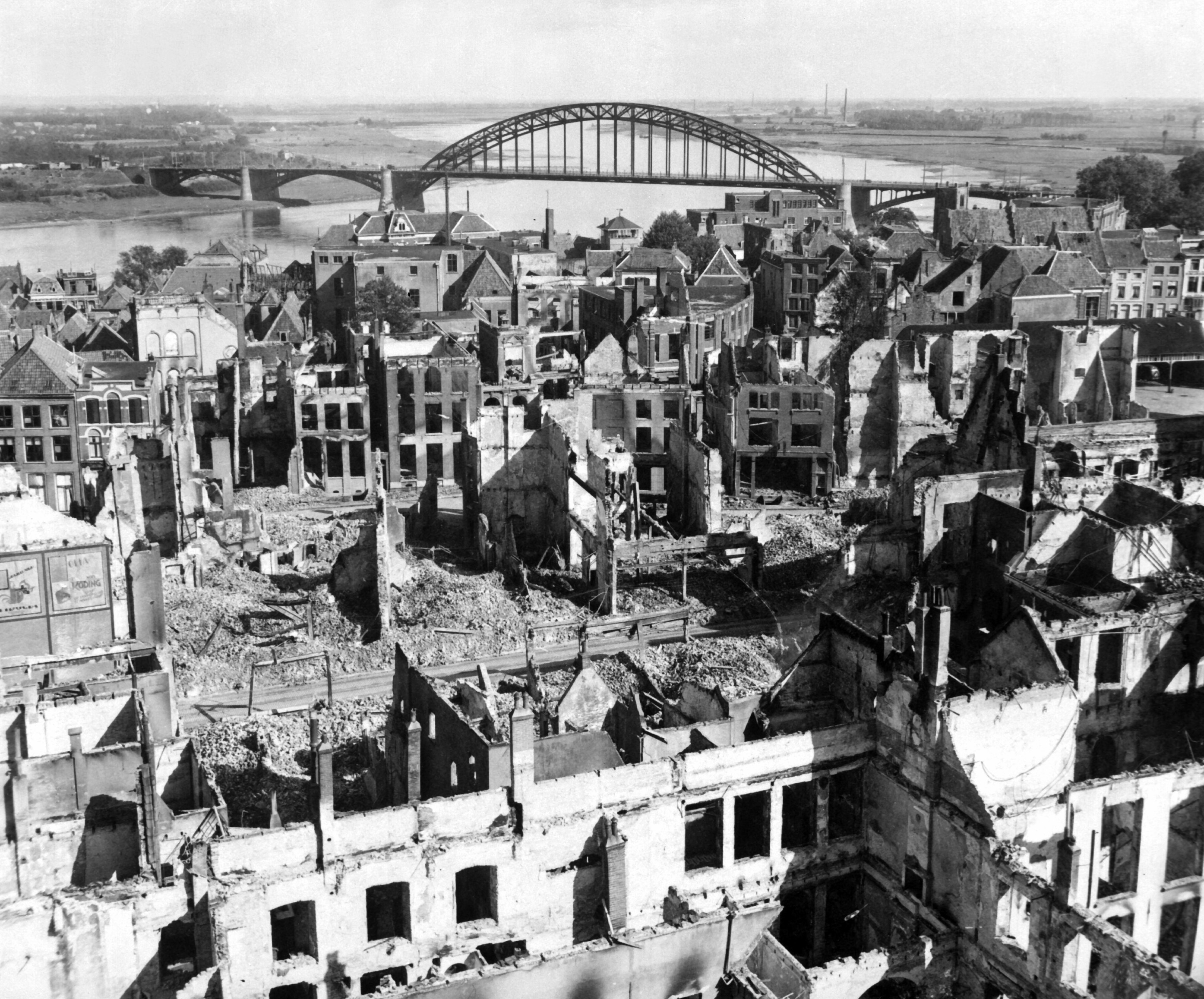
Aspecte de Nimega el 28 de setembre. La ciutat va ser destruïda durant la batalla pel pont.

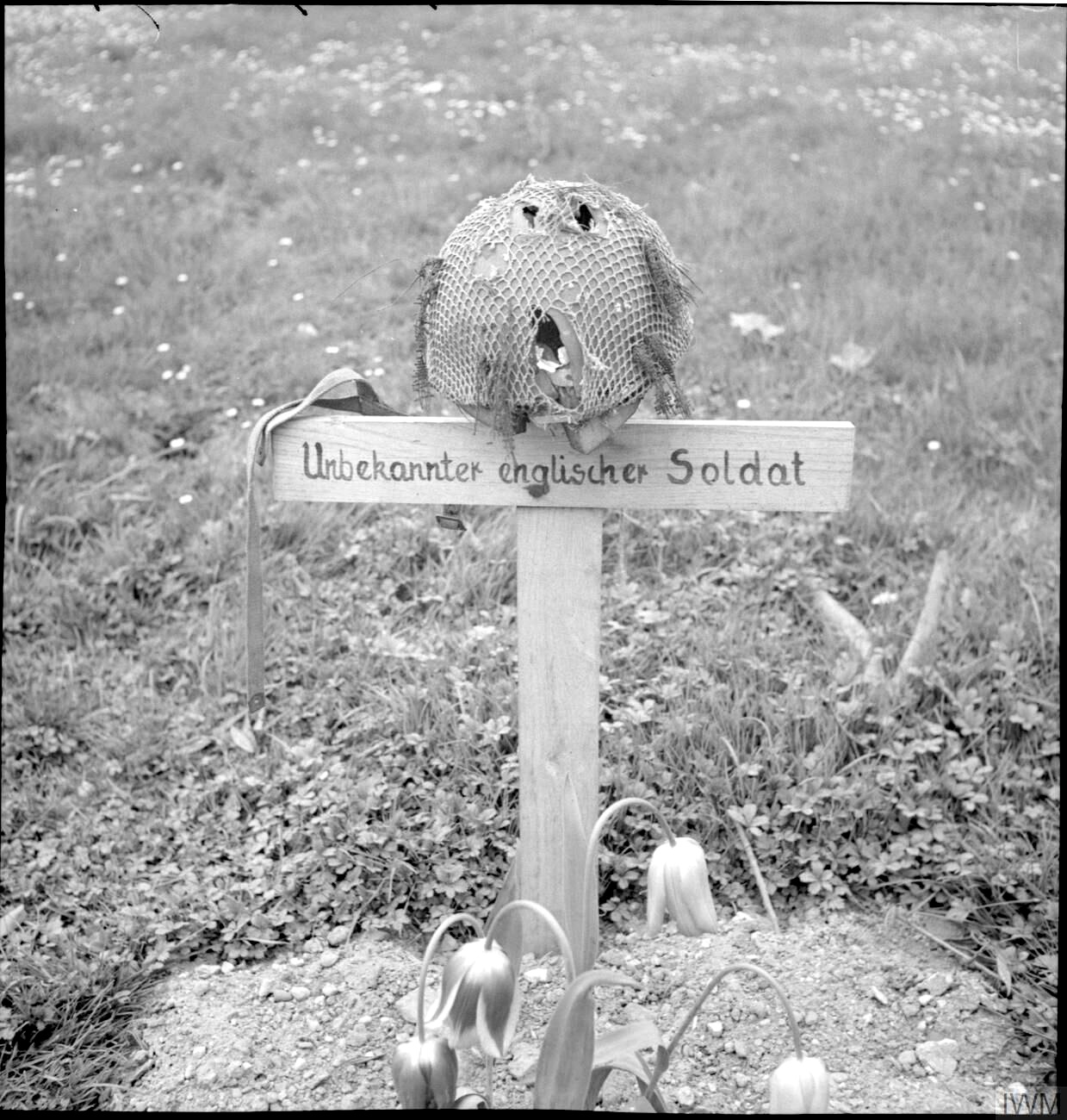
Tomba d'un soldat britànic desconegut. Va ser enterrat pels alemanys.

Des de 1944, l'Operació Market Garden ha estat analitzada per nombrosos historiadors i militars que, majoritàriament, atribueixen el fracàs aliat a l'acumulació d'errors i a les males decisions dels comandants, combinats també amb la dissort. Alguns han reconegut també l'alta capacitat de la Wehrmacht per a regenerar-se enmig d'una crisi, formant grups de combat eficients a partir d'unitats disperses i mal equipades. Després d'estudiar les alternatives que no es van prendre a cadascuna de les etapes, les conclusions a les que s'ha arribat són:
- Pla excessivament optimista: pràcticament, el pla Market Garden no donava marge de maniobra en cas que alguna cosa sortís malament, motiu pel qual el més mínim desviament portà als Aliats a situacions extremes.
- Mala elecció dels llocs de salt: En el cas de la 1a Divisió Aerotransportada britànica, la llunyania entre el lloc del salt i el pont d'Arnhem eliminà el factor sorpresa i facilità que les forces de Krafft s'interpossessin al seu avanç. Després d'un canvi d'última hora ordenat per Brereton, els paracaigudistes polonesos van saltar enmig de dues divisions panzer i lluny de les forces a les que havien d'ajudar. A més, els alemanys van desxifrar els codis que designaven algunes zones d'enviament de subministraments, a més del fet que els aliats, sense voler, van lliurar a prop de 390 tones de menjar, municions, armes i instrumental mèdic als alemanys.[20]
- Avanç lent del XXX Cos: a vegades, les forces terrestres es van veure impossibilitades a avançar amb la velocitat desitjada, com en travessar Eindhoven en 4 hores per la quantitat de gent que sortia a rebre'ls al carrer; o quan els alemanys van volar el pont de Son i l'avanç es veié detingut fins a la construcció d'un pont Bailey per travessar-lo. En altres ocasions, el XXX Cos decidí que es farien aturades tàctiques, per passar la nit o per rebre combustible. La major barrera a la que el XXX Cos s'enfrontà va ser la batalla pel pont de Nimega. Segons el pla, per a quan s'aconseguí capturar el pont, el XXX Cos ja hauria d'haver arribat a Arnhem.
- Falta de confiança en la Resistència Holandesa: els britànics dubtaven de la confiabilitat de la informació que proporcionava la resistència neerlandesa i la seva xarxa clandestina d'intel·ligència. El coronel alemany Hermann Giskes havia infiltrat la xarxa el 1942, aconseguint frustrar les accions d'intel·ligència als Països Baixos durant els següents 20 mesos. La infiltració va ser descoberta al novembre de 1943 i la xarxa va ser netejada i renovada. Tanmateix, això no va ser suficient per guanyar de nou la confiança britànica. El setembre del 1944, la resistència neerlandesa tenia informes sobre els moviments alemanys a Arnhem. Aquests informes van ser transmesos als britànics per Henri Knap, Arnoldus Wolters i fins al príncep Bernard dels Països Baixos; i no obstant van ser descartats. Aquesta desconfiança també impedí que els Red Devils contactessin immediatament amb la Resistència a Arnhem, la qual els hauria donat suport amb homes, provisions i informació.
- Tipus de combat: el retard del XXX Cos va obligar les divisions de paracaigudistes a resistir més del previst i a entrar en una guerra urbana casa per casa a Nimega, Arnhem i Oosterbeek. Aquest tipus de combat és propi per a unitats d'infanteria, per al qual els paracaigudistes no estaven entrenats.
- Fragmentació del XXX Cos: molts historiadors se centren en el qual succeí a Arnhem i Oosterbeek, oblidant que el XXX Cos va ser detingut pels alemanys al nord de Nimega, segellant el destí dels Red Devils.[21]
- Reorganització de l'exèrcit alemany: les maltretes i imcomplertes forces alemanyes es van reorganitzar en grups de combat amb una rapidesa formidable. Després de la sorpresa inicial, els alemanys van aconseguir reunir a les tropes de 10 a 11 batallons a Arnhem per a la nit del 17 de setembre. A Nimega només hi havia dos batallons el primer dia, però en 24 hores les forces havien crescut fins a 13 batallons, a més de 9 més a Brest i a Son. Les xifres continuaren augmentant conforme anaven arribant reforços a la zona. La pressa en formar forces de resistència provocà que moltes de les tropes de reforç només estiguessin formades per adolescents de 15 a 17 anys, amb un entrenament mínim. Es calcula que només el 10% de les tropes alemanyes podia considerar-se veterana en combat.[22] Per a aquesta reorganització van ser necessàries una alta capacitat d'improvisació i una gran flexibilitat, ajudades per la direcció del Mariscal Model.
- Tancs alemanys prop d'Arnhem: a més dels informes neerlandesos sobre l'activitat alemanya a la zona d'Arnhem i d'Oosterbeek, els britànics tenien fotografies de reconeixement que confirmaven els informes. No obstant això, van decidir ignorar-los al·legant que es tractava d'equips descompostos.
- Mal temps: només el primer dia es va gaudir d'un clima propici per a l'aviació. Durant la resta de l'Operació, el mal temps a Anglaterra i als Països Baixos va impedir que els salts es realitzessin com estava previst, a més que les tropes no disposaven dels caces de suport necessari.
- Escàs suport aeri: tot i l'enorme potencial aeri aliat, el comandament aliat no va donar la deguda atenció a la superioritat aèria sobre les zones de combat, fent-la servir en missions secundàries. Això va permetre a la Luftwaffe aturar les operacions paracaigudistes i de subministraments aeris.
- Poca flexibilitat del comandament britànic: el comandament britànic va mostrar molt poca iniciativa i lentitud en la presa de decisions.

### Baixes
Tots dos bàndols van patir un nombre considerable de baixes, arribant a ser superiors al 90% en algunes unitats, com és el cas del SS Kampfgruppe Gropp, que va perdre al 91% dels seus efectius. Les xifres oficials de les baixes són merament una aproximació. Al bàndol alemany, algunes unitats van ser reforçades durant el combat amb reclutes sense experiència, incloent a treballadors de la Luftwaffe o del ferrocarril que no havien estat entrenats per a lluitar. Això també dificultava el recompte dels soldats que van prendre les armes, i per tant, dificulta l'estimació de baixes. En qualsevol cas, se sap que els aliats van patir més baixes que no pas al Desembarcament de Normandia, amb el Regne Unit suportant la pitjor part.
| Baixes (xifres estimades) | Morts                                   | Ferits    | Desapareguts | Capturat | Total               |
| Alemanya                  | 4.000 a 8.000                           | indefinit | indefinit    |          | ~13.000 (Estimades) |
| Regne Unit                | 1.130 (Market) + 5.354 (Garden) = 6.484 |           | 851          | 6.450    | 13.785              |
| Estats Units              | 3.974                                   |           |              |          | 3.974               |
| Polònia                   | 102                                     | 309       |              |          | 411                 |

A més, la Resistència i els civils neerlandesos van patir a prop de 500 baixes a Arnhem i Oosterbeek; tot i que es calcula que la xifra de baixes (entre morts i desapareguts) va poder arribar a 10.000 per l'hivern de fam i privacions que va seguir a l'operació.

## Condecoracions
Entre totes les accions heroiques conegudes realitzades durant l'Operació Market Garden, es concediren cinc Creus Victòria i dues Medalles d'Honor:

### Creu Victòria

#### Sergent interí John D. Baskeyfield (1a Divisió Aerotransportada, Regiment de South Staffordshire)
El 20 de setembre de 1944, durant la Batalla d'Arnhem, el Sergent interí Baskeyfield era el sub-oficial al comandament d'un canó antitanc de 6 lliures a Oosterbeek. L'enemic estava portant a terme un gran atac sobre aquell sector amb infanteria, tancs i canons autopropulsats, amb la intenció de superar la posició del batalló. Durant les primeres etapes de l'acció, la dotació del canó va destruir dos tancs Tiger i almenys un canó autopropulsat, gràcies a la sang freda del sub-oficial, que (amb total despreocupació per la seva pròpia seguretat) permetia apropar-se cada tanc fins a uns 100 metres abans d'obrir foc.
En el transcurs d'aquests combats preliminars, el Sergents Baskeyfield va ser ferit a la cama, mentre que la resta de la dotació estaven morts o malferits. Durant un breu respir després dels combat, Baskeyfield rebutjà ser evacuat a l'hospital del regiment i passà l'estona tenint cura del seu canó i animant als companys a les trinxeres veïnes.
Després d'un breu interval, l'enemic renovà el seu atac amb major ferocitat que abans, sota la cobertura de foc de morter i d'obús. Manejant el seu canó tot sol, el Sergent Baskeyfield continuà disparant fins que el seu canó va ser destruït. Llavors, Baskeyfield s'arrossegà sota un intens foc fins a un altre canó de 6 lliures, la dotació del qual estava morta, operant-lo amb una única mà. Mentre que s'enfrontava amb un canó autopropulsat que s'apropava, un altre soldat s'arrossegà a través del camp obert per ajudar-lo, però va ser mort. El Sergent Baskeyfield aconseguí disparar el canó dues vegades, assolint un impacte directe sobre el seu oponent. Mentre que es preparava per efectuar un tercer tret, va ser mort per foc d'obús d'un altre tanc enemic.

#### Major Robert H. Cain (1a Divisió Aerotransportada, Fusellers Reials de Northumberland)
El 19 de setembre de 1944, mentre que avançava cap a Arnhem, la seva companyia va ser separada de la resta del batalló i durant els propers 6 dies va combatre sense descans amb tancs, canons autopropulsats i infanteria enemiga. Els alemanys van efectuar repetits intents d'infiltrar-se en les posicions de la companyia, però van fracassar. El Major Cain, per la seva extraordinària devoció al deure i remarcable lideratge va ser altament responsable d'evitar que un sector vital caigués en mans de l'enemic. El 20 de setembre, un tanc Tiger s'apropà a la zona, i el Major Cain s'enfrontà sol armat només amb un PIAT, disparant-lo només des de 20 metres. Tot i que ferit, continuà disparant fins que aconseguí diversos impactes que immobilitzaren el tanc i supervisà l'arribada d'un obús de 75mm que el destruí (només llavors acceptà ser curat). L'endemà al matí, aquest oficial destruí 3 tancs més en camp obert i sense preocupació de la seva pròpia seguretat.
Durant els dies següents, el Major Cain estigué present on amenaçava el perill, movent-se entre els seus homes i encoratjant-los. Refusà descansar i l'atenció mèdica tot i tenir un timpà rebentat i tenia diverses ferides.
El 25 de setembre, l'enemic realitzà un atac concentrat sobre la posició del Major Cain, usant canons autopropulsats, llançaflames i infanteria. Per a llavors, el darrer PIAT ja estava fora de servei, i el Major Cain només estava armat amb un morter lleuger de 2 polzades. No obstant això, la seva habilitat amb aquesta arma i el lideratge sobre els seus homes van desmoralitzar l'enemic, el qual, després de 3 hores de combat, es retirà en desordre.
Després de la guerra tornà a la vida civil.

#### Tinent John H. Grayburn (Regiment Paracaigudista, 2n Batalló)
El Tinent John Grayburn era un comandant de secció del Batalló Paracaigudista que saltà el 17 de setembre, amb la missió de conquerir el pont sobre el Rin a Arnhem. La punta nord del pont va ser conquerida i, a primera hora de la nit, s'ordenà al Tinent Grauburn que assaltés i capturés la punta sud amb la seva secció. Comandà la seva secció cap al pont i inicià l'atac amb total determinació, però la secció es trobà amb 2 canons de 20mm i un vehicle blindat amb metralladores. Tot i ser ferit a una espatlla gairebé immediatament, continuà endavant amb gran determinació i valentia fins que la xifra de baixes va ser tan alta que se'ls ordenà retirar-se. Va dirigir personalment la retirada del pont, sent ell mateix el darrer home en abandonar-lo. Posteriorment, s'ordenà a la seva secció que ocupés una casa que era vital per a la defensa del pont, ocupant-se ell personalment de l'organització de l'ocupació.
Durant tot l'endemà l'enemic atacà la casa, no només amb infanteria armada amb morters i metralladores, sinó que també amb tancs i canons autopropulsats. La casa estava molt exposada i era molt difícil de defendre; i si no va caure va ser pel coratge i pel lideratge inspirador del tinent Grayburn, que s'exposà contínuament al foc enemic mentre que es movia entre els seus homes per dirigir-los i encoratjar-los.
El 19 de setembre, els alemanys van renovar els seus atacs, incrementant la seva intensitat, a causa del fet que la casa era un punt vital per defensar el pont. Tots els atacs van ser rebutjats, si bé la casa va ser incendiada i va haver de ser evacuada. Llavors, el tinent Grayburn va organitzar una posició defensiva per cobrir les aproximacions al pont. El 20 de setembre va estendre la seva defensa mitjançant diverses patrulles per evitar que l'enemic pogués accedir a les cases del veïnat, l'ocupació de les quals hagués perjudicat la defensa del pont. Això obligà als alemanys a fer servir tancs, i la situació va arribar a ser crítica quan els alemanys van intentar situar càrregues de demolició sota el pont. Grayburn organitzà una patrulla per eliminar les càrregues, la qual cosa s'aconseguí, si bé ell va resultar ferit a l'espatlla, tot i que refusà ser evacuat. Finalment, s'apropà un tanc contra la posició de Grayburn, la qual no tenia defenses. Ell personalment dirigí la retirada dels seus homes, però ell va ser mort.
Des del vespre del 17 de setembre fins a la nit del 20 de setembre, el Tinent Grayburn dirigí als seus homes amb una valentia i determinació suprema. Tot i el dolor i a la feblesa provocats per les seves ferides, menjant poc i sense dormir, el seu coratge mai no va vacil·lar.

#### Tinent de Vol David S.A. Lord (271è Esquadró de la RAF, Comandament de Transport)
El Tinent de Vol David S.A. Lord era pilot i capità d'un avió de transport Dakota Douglas destacat per llançar subministraments sobre Arnhem al vespre del 19 de setembre de 1944. Els paracaigudistes havien estat envoltats i estaven sent empesos cap a una petita zona defensada per molts canons antiaèris. Les tripulacions aèries van ser advertides de la intensa oposició que es trobarien sobre la zona de llançament. Per assegurar el llançament se'ls ordenà que volessin a 900 peus quan deixessin els seus contenidors.
Mentre volaven a un 1.500 peus prop d'Oosterbeek, l'ala de l'avió de Lord va ser tocada en dues ocasions pel foc antiaeri, i el motor d'estribord s'incendià. En aquestes circumstàncies, hagués estat justificat llançar allà mateix la càrrega i continuar a la mateixa alçada o fins i tot abandonar l'avió. Però com que no hi havia cap membre de la tripulació que estigués ferit i arribarien a la zona de llançament en 3 minuts, volgué completar la seva missió, car les tropes tenien gran necessitat dels seus subministraments.
En aquells moments, el motor d'estribord ja cremava furiosament. El Tinent de Vol Lord descendí fins a 900 peus, i el foc antiaeri es concentrà sobre el seu avió. En arribar a la zona de llançament va mantenir l'alçada i el curs de l'avió mentre que es llançaven els contenidors. Després de fer la passada, s'adonà que quedaven encara dos contenidors a bord; i tot i que l'ala dreta no resistiria gaire, donà la volta per fer una segona passada per llançar la resta de subministraments. Tota aquesta maniobra portà uns 8 minuts en total, amb l'avió sota constant foc antiaeri.
Un cop completada la lliurança, el Tinent Lord ordenà a la seva tripulació que abandonés l'avió. Pocs segons després, l'ala d'estribord es destruí i l'avió va caure en flames. Només va haver un supervivent.
Per prosseguir la seva missió en un avió danyat i incendiant-se, descendint per llançar els seus subministraments acuradament, tornar a la zona de llançament en una segona passada i, finalment, continuar als comandaments per donar a la seva tripulació una oportunitat de salvar-se, el Tinent de Vol Lord demostrà un valor suprem i auto-sacrifici.

#### Capità Lionel E. Queripel (Regiment Paracaigudista, 10è Batalló)
El 19 de setembre de 1944 a Arnhem, el Capità Queripel estava actuant com a comandant de companyia, d'una companyia formada per homes de 3 batallons de paracaigudistes.
A les 14:00 la seva companyia avançava per una carretera principal que portava cap a un embarcador cap a Arnhem. L'avanç va ser sota un continu foc de metralladora, i durant una estona van haver d'estar a una cuneta patint greus pèrdues. El capità Queripel procedí a reorganitzar les seves tropes, passant d'un costat a l'altre de la carretera contínuament, tot i el perill i al foc acurat. Durant un dels trajectes portà a un sergent ferit cap al post de primers auxilis del regiment i ell mateix va ser ferit a la cara.
Després de reorganitzar la seva força, ell mateix encapçalà una força contra un punt fort (consistent en un canó anti-tanc britànic capturat i dues metralladores) que aturava l'avanç. Tot i el foc dirigit cap a ell, el capità Queripel aconseguí matar als membres de les dotacions de les metralladores i recapturar el canó; i així l'avanç pogué prosseguir.
Més endavant va trobar-se bloquejat amb un petit grup d'homes i va prendre posicions. En aquells moments estava ferit en ambdós braços, però tot i això i al foc continu de morter es preparà per mantenir la posició. Quan la pressió alemanya s'incrementà, el capità Queripel decidí que la posició era insostenible i ordenà retirar-se als seus homes, cobrint-los ell mateix amb la seva pistola automàtica i unes granades. Mai més se'l tornà a veure.

### Medalla d'Honor

#### Soldat John R. Towle (82a Divisió Aerotransportada, 504t Regiment, Companyia C)
La companyia de fusellers en la qual el Soldat Towle servia com a llançador de coets ocupava una posició defensiva a l'oest del sector del cap de pont de Nimega quan una força enemiga composta per uns 100 soldats, amb el suport de dos tancs i un mitja-tracció van formar un contraatac. Sabedor de les conseqüències desastroses que portaria que els alemanys es poguessin establir allà, el soldat Towle abandonà sense esperar les ordres el seu forat de tiradors i avançà uns 200 metres sota un intens foc d'armes petites fins a una posició exposada a un dic.
Des d'aquesta precària posició, el soldat Towle disparà el seu bazoka i impactà al frontal d'ambdós tancs. Si bé el blindatge impedí la penetració dels projectils, sí que tots dos vehicles van quedar danyats. Tot i l'intens foc i seguint estant exposat a l'enemic, el soldat Towle disparà contra una casa on s'havien refugiat 9 alemanys i on s'havien fet forts, matant-los a tots 9 amb un sol projectil. Va ser mort mentre estava de genolls preparant-se per disparar contra el mitja-tracció alemany, que li disparà un obús.

#### Soldat de 1a Joe E. Mann (101a Divisió Aerotransportada, 502n Regiment, Companyia H)
El 18 de setembre de 1944, prop de Brest, la seva secció, va ser envoltada i aïllada per una força enemiga molt superior en homes i potència de foc mentre que intentaven arribar al pont sobre el Canal Wilhelmina. El soldat de 1a reptà cap a una posició enemiga actuant com a cap d'escamot, destruint un canó de 88mnm davant del foc enemic.
Mentre que es trobava en una posició molts exposada, i armat amb el seu fusell M-1, va ser ferit en 4 ocasions. Tot i ser portat a una posició més resguardada, insistí a tornar a una posició d'avantguarda. L'endemà al matí, l'enemic llançà un nou atac, avançant fins a pocs metres de la seva posició, llançant granades de mà mentre que s'apropaven. Una d'aquestes va caure a prop del peu de Mann. Incapaç d'aixecar els braços (doncs estaven embenats al cos), va cridar "granada!" i es va llançar al damunt, morint amb l'explosió salvant als seus camarades.

## Comentaris retrospectius sobre l'Operació Market Garden
| «                             | Des del meu punt de vista parcial, crec que, si l'Operació Market Garden hagués estat respaldada adequadament des de la seva concepció i proveïda dels avions, forces terrestres i recursos administratius necessaris, s'hagués assolit l'èxit, tot i als meus errors, del clima advers o de la presència del II Cos Panzer SS a Arnhem. No em penedeixo d'haver defensat el pla Market Garden. | » |
| — Mariscal Bernard Montgomery | |   |

| «                             | Pocs episodis poden haver tan gloriosos com l'epopeia d'Arnhem | » |
| — Mariscal Bernard Montgomery |                                                                |   |

| «                                                         | El meu país mai més no es podrà permetre el luxe de patir un altre dels èxits de Montgomery | » |
| — Príncep Bernard dels Països Baixos, entrevista a C.Ryan |                                                                                             |   |

## Principals protagonistes
| Aliats                                                                  |                   |  |                                                                    |                    |  |                                                                      |                      |  |                                                                              |                    |
| Dwight Eisenhower, Comandant Suprem de les Forces Aliades; Estats Units | Dwight Eisenhower |  | Bernard Montgomery Mariscal de Camp Regne Unit                     | Bernard Montgomery |  | Lewis Brereton Tinent General de la USAAF Estats Units               | Lewis Brereton       |  | Frederick Browning Tinent General 1r Cos Aerotransportat britànic Regne Unit | Frederick Browning |
| Brian Horrocks Tinent General XXX Cos Regne Unit                        | Brian Horrocks    |  | Roy Urquhart Major General 1a Divisió Aerotransportada Regne Unit  | Roy Urquhart       |  | Stanislaw Sosabowski Major General 1a Brigada Paracaigudista Polònia | Stanisław_Sosabowski |  | Maxwell Taylor Major General 101a Divisió Aerotransportada Estats Units      | Maxwell Taylor     |
| James Gavin Major General 82a Divisió Aerotransportada Estats Units     | James M. Gavin    |  | John Frost Tinent Coronel 2n Batalló de Paracaigudistes Regne Unit | John Frost         |  |                                                                      |                      |  |                                                                              |                    |
| Alemanya                                                                |                   |  |                                                                    |                    |  |                                                                      |                      |  |                                                                              |                    |
| Gerd von Rundstedt Mariscal de Camp Comandant en Cap Occidental         |                   |  | Walther Model Mariscal de camp                                     | Walther Model      |  | Wilhelm Bittrich SS-Obergruppenführer                                |                      |  | Kurt Student Coronel general de la Luftwaffe Comandant dels Fallschirmjäger  | Kurt Student       |

- Es llisten els graus militars que tenien al setembre de 1944.

## Llegat
Prop d'Arnhem va ser erigit un monument dedicat a la població neerlandesa que patí les batalles de l'Operació Market Garden. A la placa es llegeix:
| « | A la gent de Gelderland; fa cinquanta anys, tropes aerotransportades britàniques i poloneses van lluitar contra abrumadores circumstàncies per a obrir el camí cap a Alemanya i anticipar el final de la guerra. Vam portar mort i destrucció, de la qual vostès mai no ens han culpat. Aquest monument assenyala la nostra admiració per la seva gran valentia, i recorda especialment a les dones que van atendre els nostres ferits. Al llarg hivern que seguí, vostès i les seves famílies van córrer el risc de mort per amagar soldats aliats que esperaven ser portats a un lloc segur per la Resistència. | » |

Als Estats Units, al quarter general de la 82a Divisió Aerotransportada a Fort Bragg (Carolina del Nord), els punts d'entrenament de salt en paracaigudes porten el nom d'algun camp usat durant la Segona Guerra Mundial. Els punts Holland, Nimega i Netherlands commemoren l'Operació Market Garden.
L'Operació Market Garden i la Batalla d'Arnhem han estat reflectides en un munt de llibres, així com al cine i a la televisió. La crònica més famosa de l'operació és el llibre Un pont llunyà, de Cornelius Ryan. Va ser portada al cine el 1977 amb el mateix títol. Va ser dirigida per Richard Attenborough, i al seu repartiment apareixen, entre d'altres, Sean Connery, Anthony Hopkins, Robert Redford, Michael Caine, Gene Hackman, Liv Ullmann i Laurence Olivier. No obstant això, la primera pel·lícula sobre el tema va ser "Theirs is the Glory" (1946) de Brian Desmond Hurst. A la televisió ha aparegut, entre d'altres, a la producció holandesa "Arnhem, het verhaal van een ontsnapping" de 1976, escrita per Graeme M. Warrack, un metge militar britànic que participà en l'Operació; i al 4t capítol de la sèrie "Band of Brothers", que narra l'experiència del primer dia de l'Operació des del punt de vista de la Companyia Easy de la 101a Divisió Aerotransportada.
El pont d'Arnhem actualment es diu Pont John Frost; i el pont sobre el Waal a Nimega, Pont James Gavin.

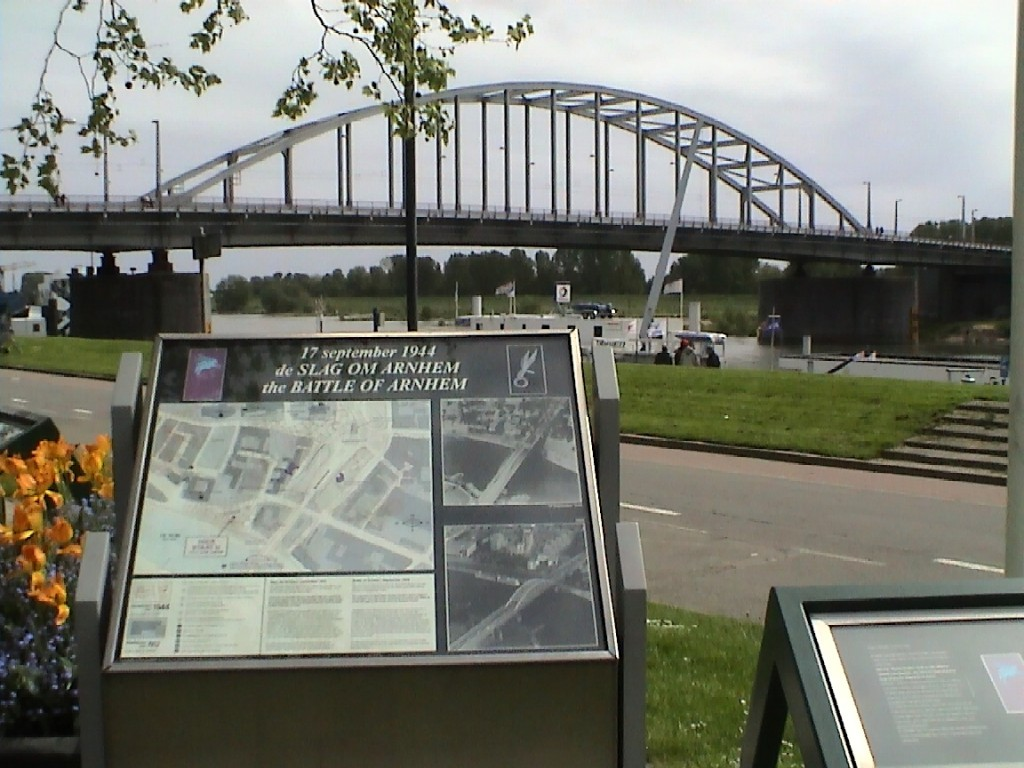
Placa al monument del Pont de Arnhem, avui Pont John Frost.
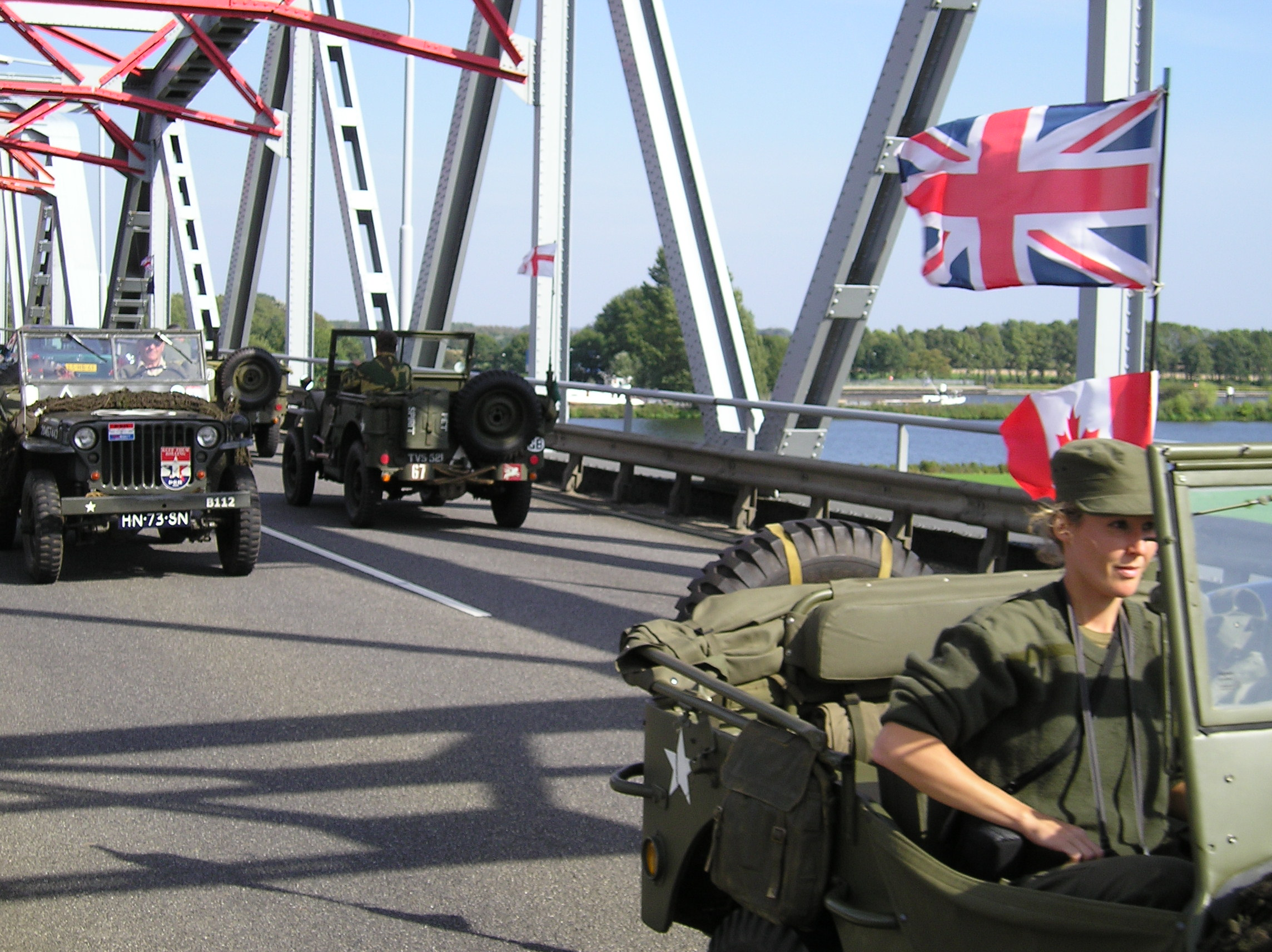
Commemoració al pont de Grave.
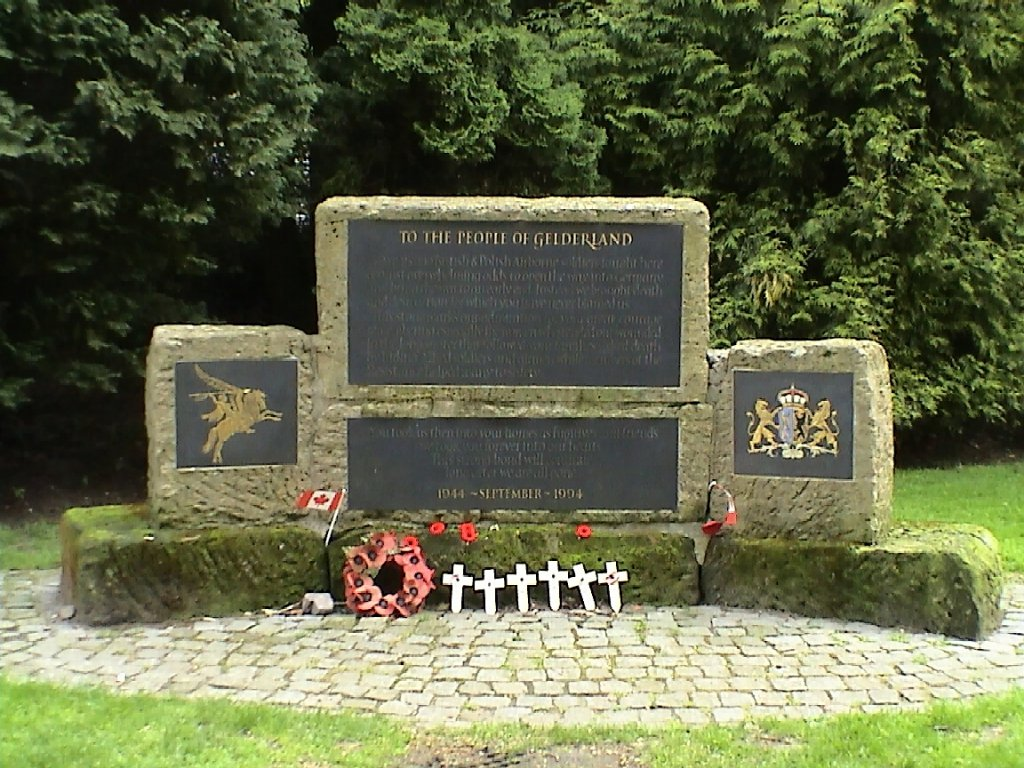
Monument a la 1a Divisió Aerotransportada Britànica, a Oosterbeek
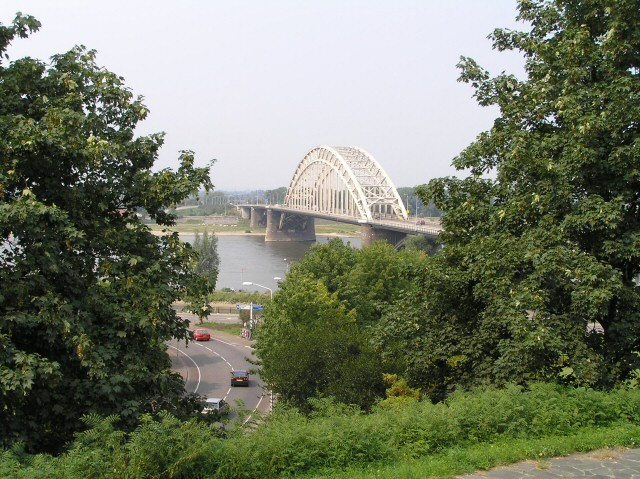
El pont sobre el Waal, en Nimega, avui Pont James Gavin.